# Железнодорожный транспорт

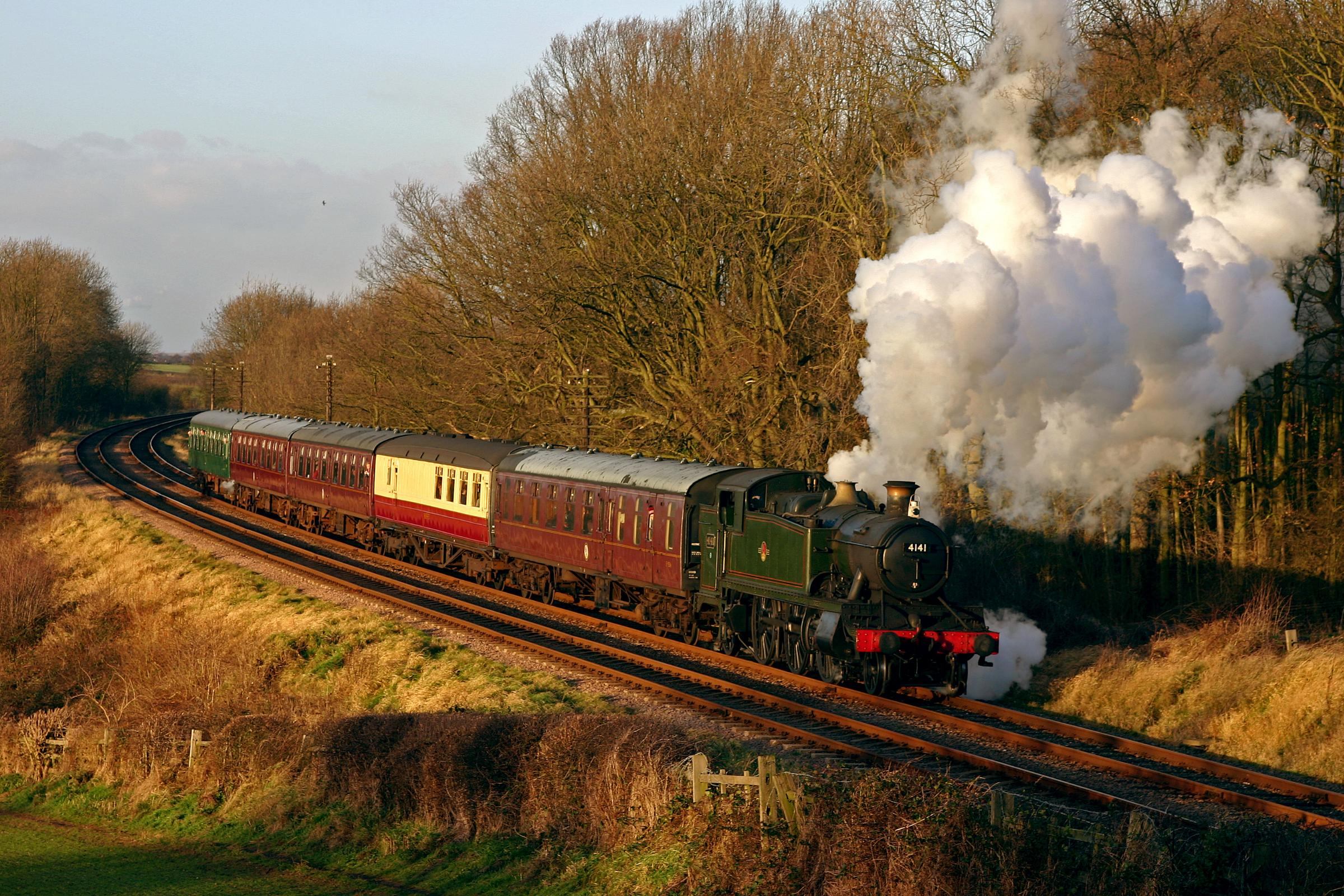
Ретропоезд на Great Central Railway с паровозом GWR 5101

Карта мировой железнодорожной сети

Железнодоро́жный тра́нспорт — вид наземного транспорта, на котором перевозка грузов и пассажиров осуществляется колёсными транспортными средствами по рельсовым путям. В отличие от автомобильного транспорта, где транспортное средство просто движется по подготовленной поверхности, железнодорожный транспорт направляется путями, по которым он идёт. Железнодорожные пути обычно состоят из стальных рельсов, установленных на шпалы, уложенные на насыпной балласт. По путям движется подвижной состав, обычно оснащённый металлическими колёсами. Однако возможно и другое устройство путей — например, безбалластный путь, где пути прикреплены к цементной основе.
Подвижной состав железнодорожного транспорта обычно имеет меньшее сопротивление трению по сравнению с автомобилями, а пассажирские и грузовые вагоны могут быть сцеплены в более длинные поезда. Движущей силой в поездах являются локомотивы, использующие электричество или производящие собственную мощность, обычно дизельными двигателями. Железнодорожный транспорт является безопасным видом транспорта по сравнению с другими его видами. Железнодорожный транспорт способен справляться с большими объёмами пассажиро- и грузопотоков и является энергоэффективным, однако обычно он менее гибок и более капиталоёмок, чем автомобильный транспорт при меньшей загрузке транспортной сети.
Старейшие рельсовые дороги, по которым человек сам тянул груз, относятся к VI веку до н. э; их изобретателем считается Периандр, один из семи мудрецов. Железные дороги в современном смысле слова получили распространение после изобретения в Великобритании паровой машины, ставшей важным источником энергии в XVIII и XIX веках. Паровые двигатели позволили строить железные дороги на большие расстояния, что в свою очередь стало одним из важнейших компонентов индустриальной революции. Железные дороги снизили стоимость доставки, а также потери товаров по сравнению с водным транспортом, где корабли часто тонули. Перемещение грузов с каналов, которые использовались в Европе до появления железных дорог, создало «общегосударственный рынок», где цены на товары почти не различались в разных городах.
В 1880-х годах появились поезда, работающие на электричестве, а также первые трамваи и метрополитены. Начиная с 1940-х годов неэлектрифицированные железные дороги большинства стран стали заменять паровые локомотивы на дизель-электрические, практически завершив этот процесс к 2000 году. В 1960-х годах электрифицированные высокоскоростные железные дороги появились в Японии и некоторых других странах. Некоторые другие системы наземного направляемого транспорта, такие как монорельс и маглев, не имеют столь широкого применения.

## Железная дорога
Понятие железная дорога (устар. чугунка) обозначает оборудованную рельсами полосу земли либо поверхности искусственного сооружения (насыпь, дамба, мост, тоннель, эстакада), которая используется для движения рельсовых транспортных средств. Железная дорога может состоять из одного пути или нескольких. Железные дороги бывают с паровой, дизельной, электрической, турбинной или комбинированной тягой. Особый вид железных дорог — зубчатые. Обычно железные дороги оборудуются системой сигнализации, а железные дороги на электрической тяге — также контактной сетью. Различают железные дороги общего пользования, промышленные железные дороги (подъездные пути предприятий и организаций) и городские железные дороги — метрополитен и трамвай.
Термин железная дорога также используется для обозначения транспортной железнодорожной системы по перевозке пассажиров и грузов вообще.

## История железнодорожного транспорта

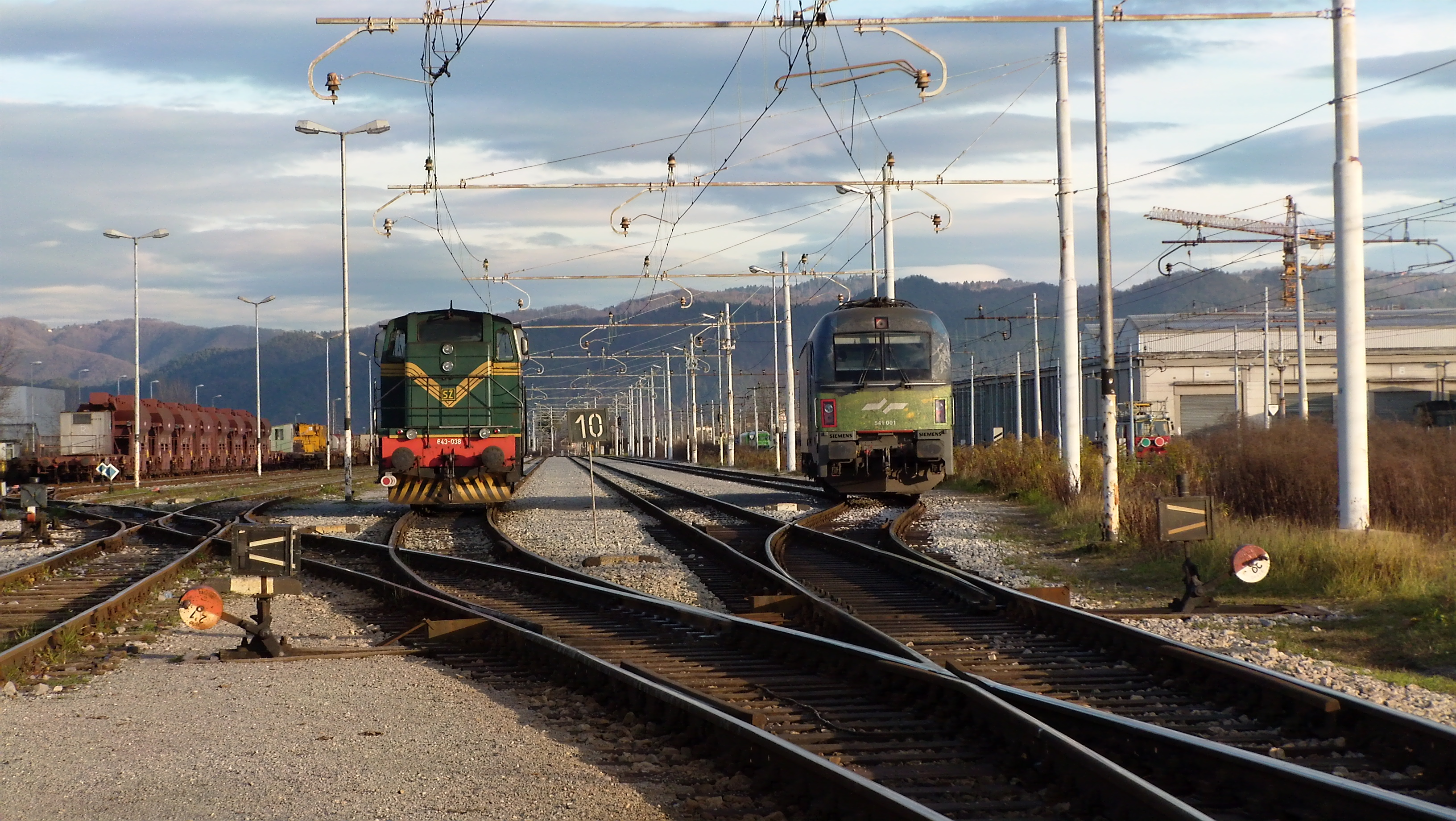
Тепловоз (слева) и электровоз (справа)

История роста, упадка и восстановления железнодорожного транспорта может быть поделена на несколько периодов, определявшихся используемой энергией

### Допаровая эра

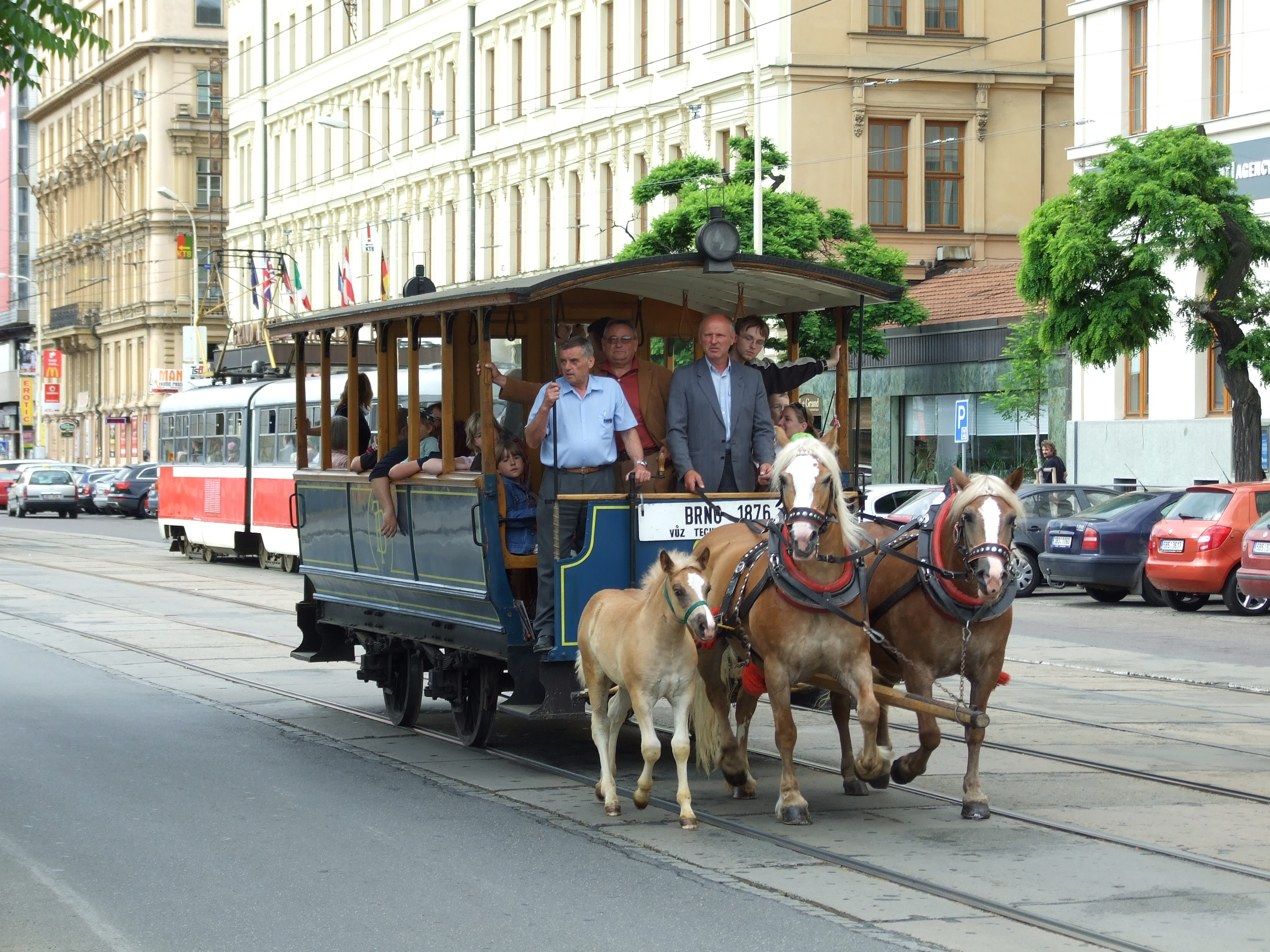
Конка в Брно, Чехия

Самые ранние данные о рельсовых дорогах относятся к волоку Диолк, где суда транспортировались через Коринфский перешеек в Греции в VI веке до н. э. Тележки толкались рабами по углублениям в известняке, являвшимся частью дороги. Диолк существовал на протяжении более 600 лет.
Рельсовые дороги стали вновь появляться в Европе после Тёмных веков. Самым ранним упоминанием таких дорог в Европе является витраж во Фрайбургском мюнстере в Германии, датируемый примерно 1350 годом. В 1515 году Маттеус Ланг описал «Райсцуг» — рельсовую дорогу в Хоэнзальцбург в Австрии. Изначально линия использовала деревянные рельсы и пеньковую верёвку, а работала за счёт усилий людей и животных. Линия существует до сих пор, хотя и в усовершенствованной форме, являясь одной из старейших работающих железных дорог.
В 1550 году узкоколейные дороги с деревянными рельсами часто встречались в шахтах в Европе. К XVII веку деревянные гужевые рельсовые дороги были широко распространены в Великобритании для транспортировки угля из шахт к причалам на каналах для последующей перегрузки на корабли. В 1755 году для перевозки породы на рудниках Алтая уже был построен узкоколейный путь с деревянными рельсами, по которым двигались деревянные же вагонетки. Мидлтонская железная дорога в Лидсе, старейшая в мире железная дорога, построена в 1758 году. Другая дорога в виде чугунных листов поверх деревянных рельсов, была запущена в 1768 году. В 1764 году была построена первая гравитационная железная дорога в США в Льюистоне, штат Нью-Йорк. В 1784 году в садах Ораниенбаума императрица Екатерина II устроила грандиозный аттракцион «Русские горки», с которых её приближённые зимой скатывались на санках, а летом на специальных колёсных тележках, направляемых по рельсам для обеспечения безопасности при движении на больших скоростях. В 1788 году в Петрозаводске был построен «Чугунный колесопровод» — первая в России железная дорога.
В 1790-х полностью железные рельсы стали появляться в Великобритании. В 1803 году Уильям Джессоп открыл Железную рельсовую дорогу Сюррея в южном Лондоне, возможно первую в мире общественную железную дорогу на гужевой тяге. Первой постоянной конкой была Лейперская железная дорога в 1810 году. Изобретение Джоном Биркиншоу рельсов из кованного железа в 1820 году позволило увеличить длину коротких, хрупких и часто неодинаковых чугунных рельсов до 15 м. В 1857 году их заменили стальные рельсы.

### Век пара

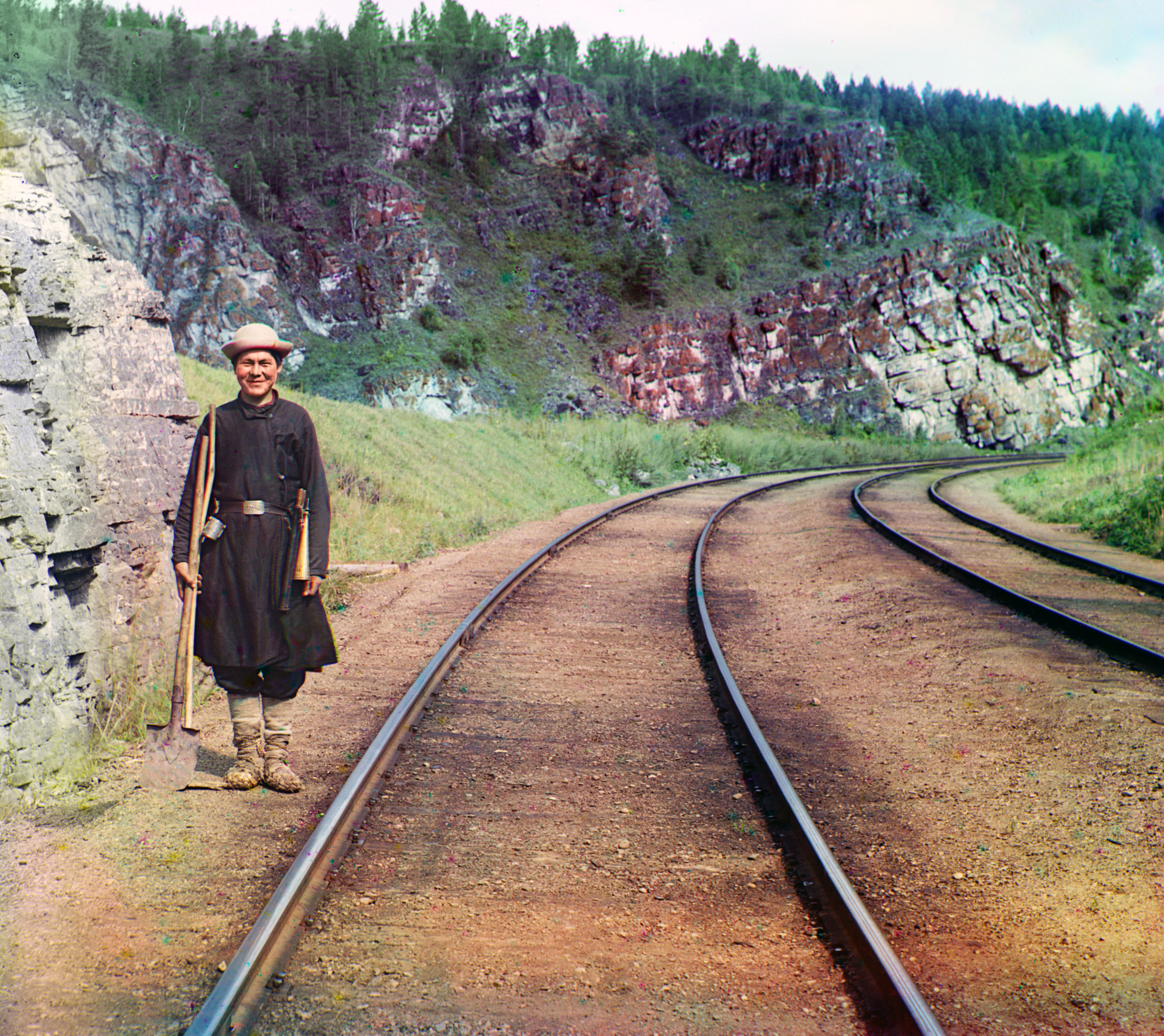
Башкир-стрелочник на Транссибирской магистрали, близ города Усть-Катав, фото С. М. Прокудина-Горского, 1910 г.

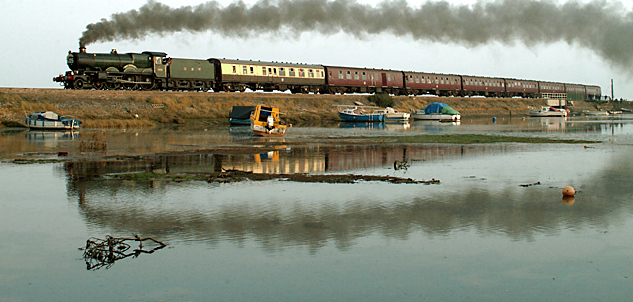
Британский локомотив на паровой тяге

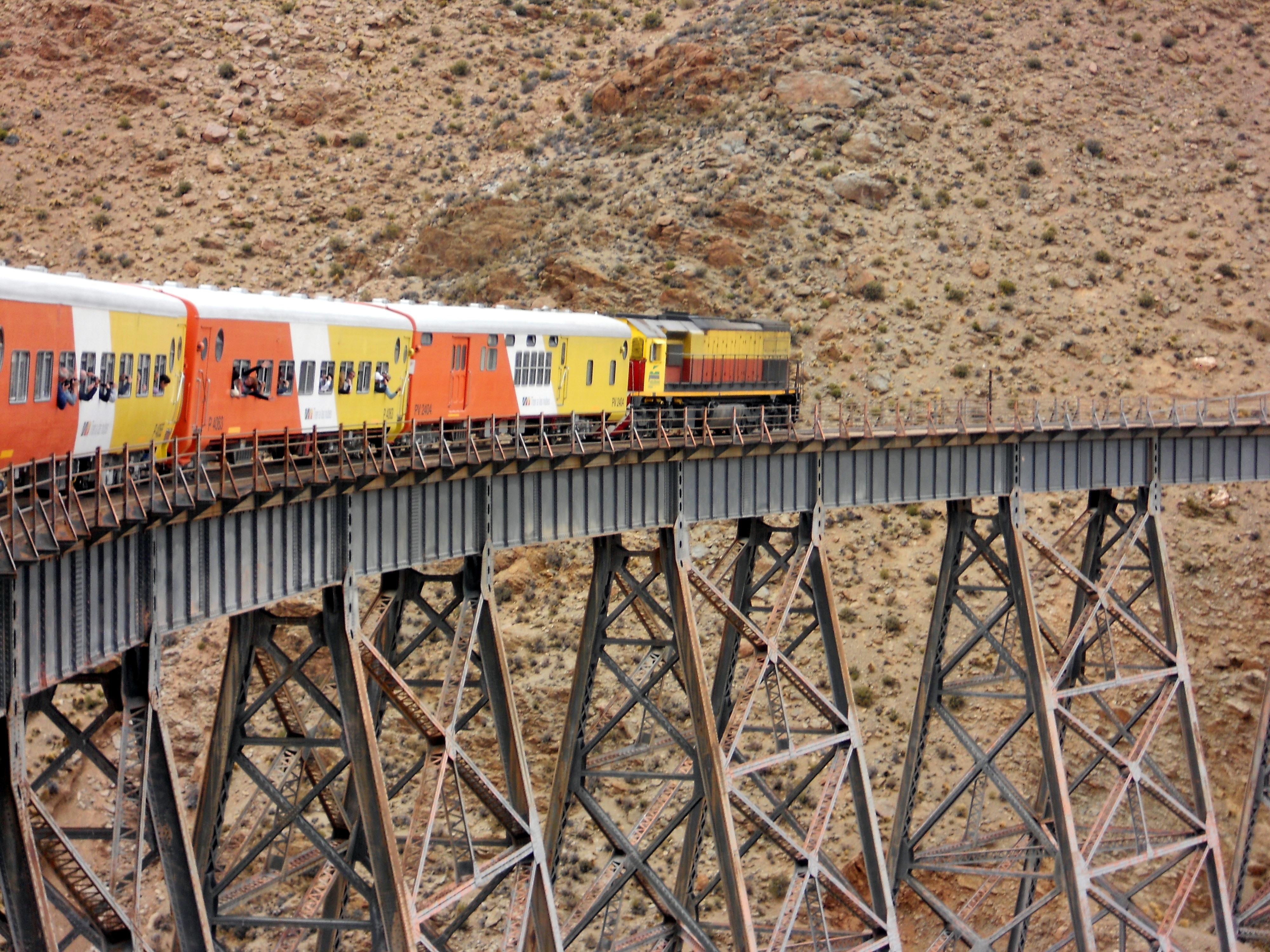
«Поезд в облака» неподалёку от Сальты, Аргентина

Развитие парового двигателя во время индустриальной революции в Великобритании подстегнуло идеи мобильного паровоза, который мог бы буксировать поезда по рельсам. Паровые машины Джеймса Уатта, запатентованные в 1769 году (и затем изменённые в 1782 году), были тяжёлыми двигателями с низким давлением, что делало их непригодными для использования в локомотиве. Тем не менее, в 1804 году, применяя пар под высоким давлением, Ричард Тревитик показал в Мертир-Тидвиле, Великобритания, первый поезд на паровой тяге.
Показательный заезд имел противоречивый успех, сломав часть хрупких чугунных рельсов. Два года спустя первая пассажирская железная дорога на гужевой тяге была открыта между Суонси и Мамблз.

#### Ранние паровые железные дороги Великобритании
В 1811 году Джон Блекинсоп спроектировал первый успешный и практичный железнодорожный локомотив — зубчатую железную дорогу, работавшую на паре между Миддлетонской угольной шахтой и Лидсом на Мидлтонской железной дороге. Паровоз Саламанка был построен в следующем году. В 1825 году Джордж Стефенсон построил Locomotion № 1 для железной дороги Стоктон — Дарлингтон в северо-восточной Англии, ставшей первой в мире общественной паровой железной дорогой. В 1829 году он построил «Ракету», которая участвовала и победила в Рейнхильских состязаниях. Этот успех позволил Стефенсону основать собственную компанию в качестве выдающегося строителя паровозов, использовавшихся в Великобритании, США и большей части Европы
В 1830 году открылась первая междугородная железная дорога, Ливерпуль — Манчестер. Ширина колеи при этом была такой же, как на более ранних гужевых рельсовых дорогах, а также железной дороге Стоктон — Дарлингтон. Ширина колеи 1435 мм стала международным стандартом и используется примерно в 60 % мировых железных дорог. Эта стандартизация подтолкнула активное развитие железнодорожного транспорта за пределами Великобритании.
К началу 1850-х в Британии было более 7000 миль (11 000 километров) железных дорог, «удивительное достижение, учитывая, что прошло лишь 20 лет с открытия железной дороги Ливерпуль — Манчестер».

#### Ранние железные дороги США
Железные дороги США строились в гораздо большем масштабе, чем в континентальной Европе, как по покрытым расстояниям, так и по габаритам подвижного состава, что позволило использовать более тяжёлые локомотивы и двухуровневые поезда. Железнодорожная эра США началась в 1830 году, когда локомотив «Том Тамб» Питера Купера впервые проехал 21 километр по рельсам железной дороги «Балтимор и Огайо». В 1833 году второй пробег в стране прошёл 219 километров от Чарлстона до Гамбурга, в штате Южная Каролина. Тем не менее до 1850-х железные дороги не предоставляли услуг по перевозкам на большие дистанции по приемлемой цене. Путешествие из Филадельфии в Чарлстон проходило по восьми колеям разной ширины, что означало, что пассажиры и грузы должны были менять поезд семь раз.
Железная дорога «Балтимор и Огайо», открытая в 1830 году, была первой в США, которая развилась из единственной линии в сеть железных дорог. К 1831 году паровая железная дорога связала Олбани и Скенектади, дистанция 16 миль (чуть более 25 километров) покрывалась за 40 минут.
Между 1850 и 1890 годами произошёл феноменальный рост железнодорожной сети США, которая на своём пике достигала трети от всего мирового километража железных дорог. Хотя гражданская война временно приостановила развитие сети, этот конфликт показал огромную стратегическую важность железных дорог во время войн. Среди крупных послевоенных достижений стоит отметить первую эстакадную железную дорогу, построенную в Нью-Йорке в 1867 году, а также важную с символической точки зрения Первую трансконтинентальную железную дорогу США, завершённую в 1869 году.

### Электрификация и дизелизация

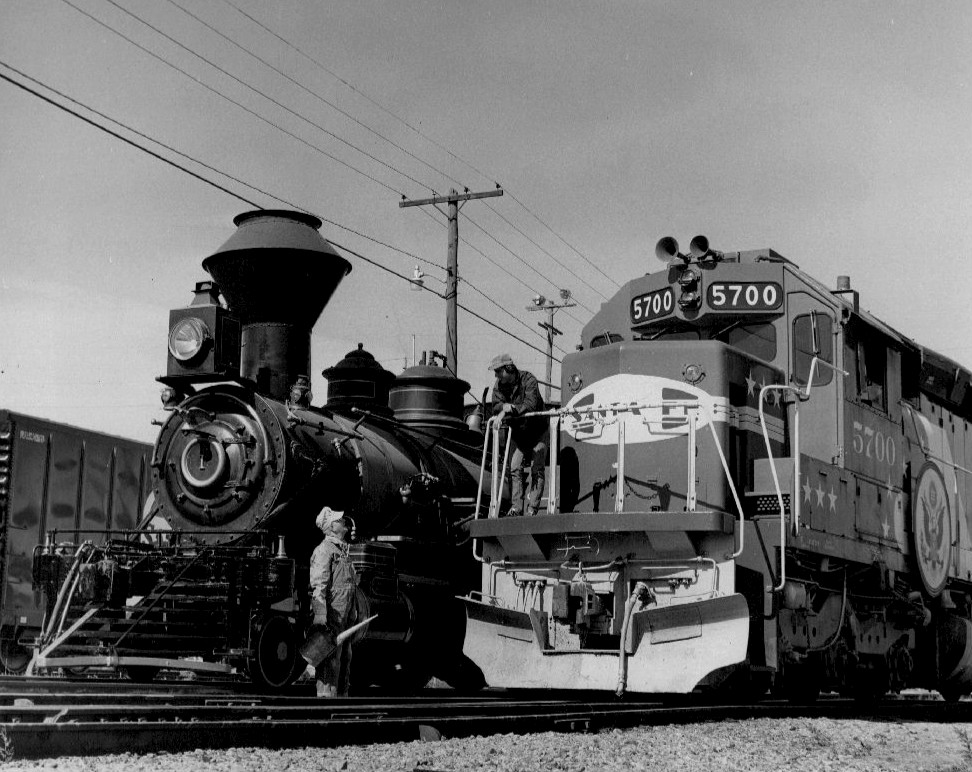
Встреча поколений

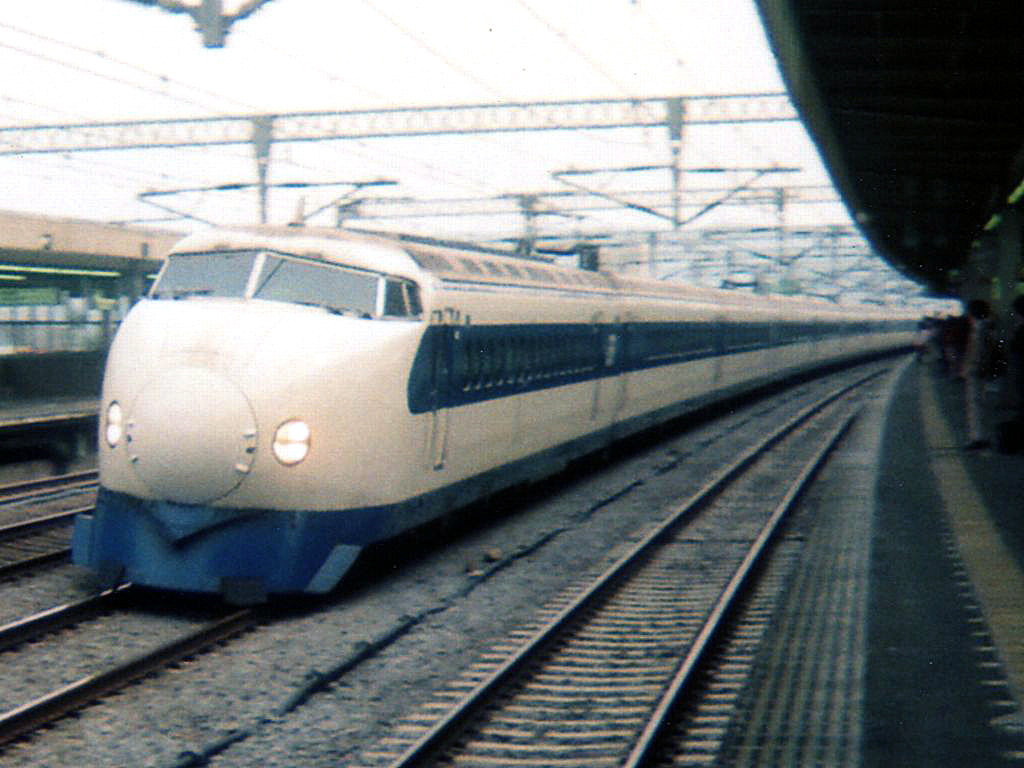
Электропоезд серии 0 сети Синкансэн, появившийся в 1964 году, привёл к буму междугородных перевозок

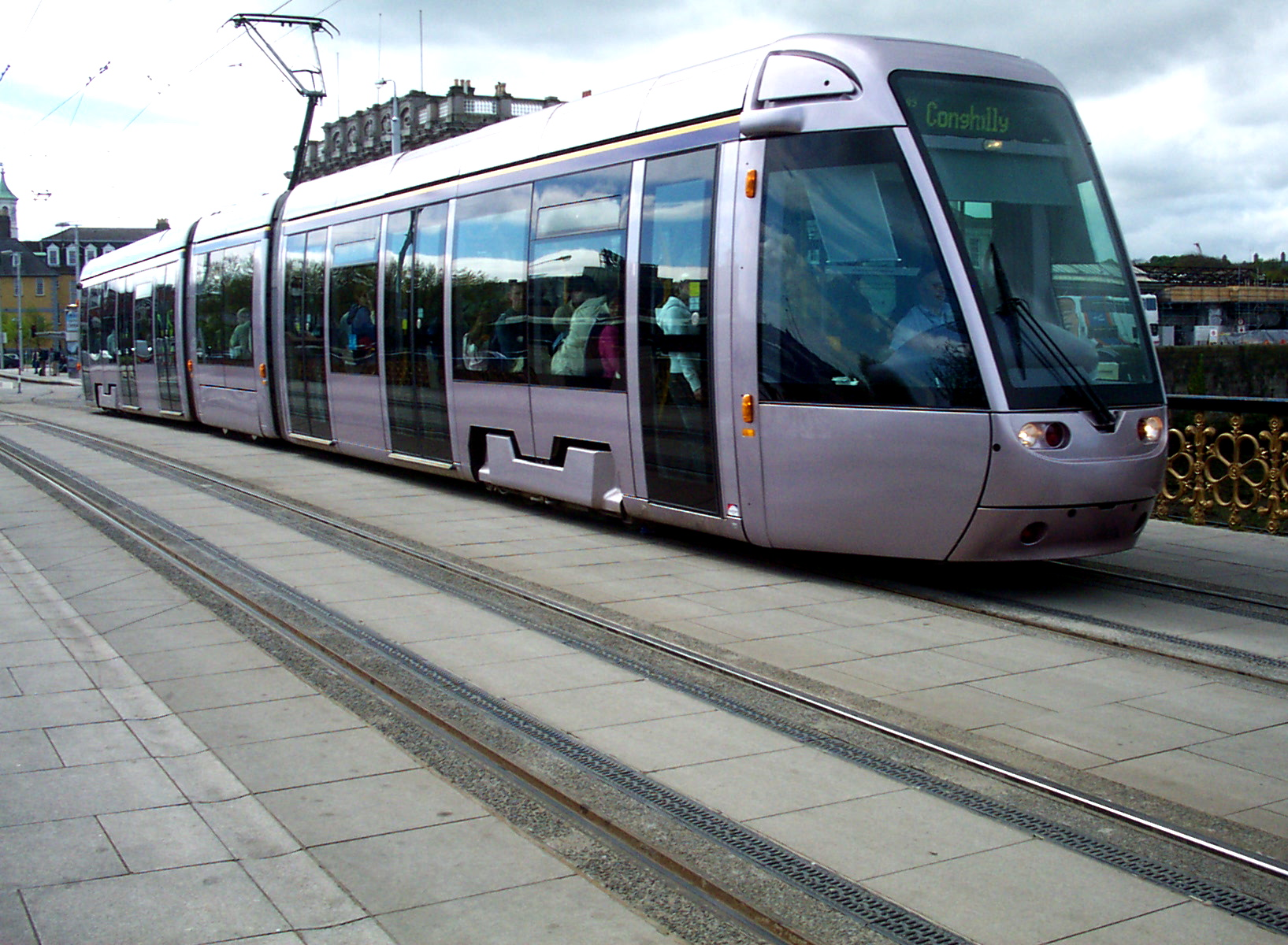
Luas в Дублине, Ирландия

Эксперименты с электрическими железными дорогами начал Роберт Дэвидсон в 1838 году. Он создал вагон, способный двигаться со скоростью 6.4 км/ч. Трамвай Большого Лихтерфельде в 1881 году стал первым, где электричество подавалось в поезд прямо в пути. Контактная сеть стала использоваться на трамвайной линии Мёдлинг — Хинтербрюль в Австрии в октябре 1883 года. Изначально электрические сети использовались только на трамваях, которые до этого по-прежнему были на конной тяге. Первой обычной полностью электрифицированной железнодорожной линией стала линия Вальтеллина в Италии, открывшаяся 4 сентября 1902 года.
В течение 1890-х многие крупные города, такие как Лондон, Париж и Нью-Йорк использовали новую технологию для построения метрополитена для перемещений по городу. Трамваи появились во многих городах поменьше, и часто являлись единственным видом общественного транспорта до появления автобусов в 1920-х годах. Междугородный и пригородный трамвай стал стандартным видом транспорта вокруг крупных городов в Северной Америке. Изначально все электрифицированные железные дороги использовали постоянный ток, однако в 1904 году  начала использовать переменный ток.
Паровозы требуют большого количества рабочих для очистки, загрузки, содержания и использования. Трудовые затраты в развитых странах существенно выросли после Второй мировой войны, сделав использование паровой тяги гораздо дороже. В то же время война стимулировала улучшение в технологии двигателя внутреннего сгорания, что сделало тепловозы дешевле и мощнее. Это заставило железнодорожных операторов мира начать программу конвертации неэлектрифицированных участков с использования пара на дизель.
По причине широкомасштабного строительства автомагистралей после войны, железнодорожный транспорт стал менее популярен для перемещения на близкие расстояния, а авиация стала отнимать значительную часть рынка дальних перевозок. Большинство трамвайных маршрутов было заменено либо метрополитенами, либо автобусами, в то время как высокие издержки при перегрузке на другой вид транспорта сделали короткие маршруты грузовых поездов не конкурентными. Нефтяной кризис 1973 года привёл к пересмотру взглядов на транспорт, поэтому практически все трамвайные системы, дожившие до 1970-х годов работают и сегодня. В то же время контейнерные перевозки позволили грузовым поездам стать более конкурентоспособными при грузовых перевозках и быть частью грузовых потоков, использующих разные виды транспорта. С появлением в 1964 году высокоскоростной железной дороги Синкансэн в Японии поезда снова смогли занять доминирующие позиции в междугородных путешествиях. Введение автоматизированных систем в 1970-х позволило снизить издержки. 1990-е годы принесли большее внимание к доступности транспорта для людей с ограниченными возможностями и низкопольным поездам. Многие трамвайные линии были улучшены, став легкорельсовым транспортом, а многие города, где трамвайные линии были закрыты, снова открыли легкорельсовые маршруты.

### Новшества
Многие нововведения в оборудовании и инфраструктуре приводили к росту использования железных дорог. Среди новшеств XIX и XX веков можно упомянуть замену деревянных вагонов полностью стальными, что обеспечило повышение безопасности и удобства обслуживания; замену чугунных рельсов стальными, что обеспечило более высокие скорости и пропускную способность при меньшем весе и стоимости; замена отопления от печи на подачу горячего пара из локомотива по трубам; замена газового освещения на электрическое с использованием батареи и генератора под вагоном; развитие кондиционирования со специальным подвагонным оборудованием.
Кроме того, в первой половине XX века в инфраструктуре стали появляться новые технологические веяния, как например сварные рельсы длиной 400 метров; бетонные шпалы; двухпутные линии; контейнерные терминалы разных видов транспорта и технологии обработки грузов; развитие дизель-электрической тяги для использования двухфазного двигателя и тяговой тормозной системы; системы контроля «Точно в срок». Помимо технологий, развивается и управление систем с повышением ответственности в экологии; повышенной заботе о сотрудниках и общественной безопасности; появление пригородного сообщения и снижение количества работников в отрасли за счёт привлечения подрядчиков и консультантов.
Для проведения испытаний локомотивов, подвижного состава, вагонов в мире существуют железнодорожные испытательные полигоны: в России — Щербинка, в Польше — Жмигруд, в Чехии — Велим, в Германии — Вегберг-Вильденрат, в США — FAST, во Франции — Плит-Фор.

### Конкуренция других видов транспорта
В XX веке с железными дорогами стали активно соперничать более дешёвые и удобные автомобильные дороги, из-за чего существенно замедлилось строительство новых железных дорог, а местами началось их закрытие и разрушение.

## Подвижной состав
Поезд — в современном понятии сформированный и сцепленный состав, состоящий из группы вагонов, с одним или несколькими действующими локомотивами или моторными вагонами, приводящими его в движение, и имеющий установленные сигналы (звуковые и видимые), которые обозначают его голову и хвост. Помимо этого, на многих (в том числе и российских) железных дорогах каждый поезд получает определённый номер, позволяющий отличать его от остальных поездов. К поездам также относят локомотивы без вагонов, моторные вагоны и специальный самоходный подвижной состав (например, автомотрисы и дрезины несъёмного типа), отправляемые на перегон и имеющие установленные сигналы. (Согласно ПТЭ. Поезд — сформированный и сцепленный состав вагонов с одним или несколькими действующими локомотивами или моторными вагонами, имеющий установленные сигналы, а также отправляемые на перегон и находящиеся на перегоне локомотивы без вагонов и специальный самоходный железнодорожный подвижной состав.)

### Тяга поездов

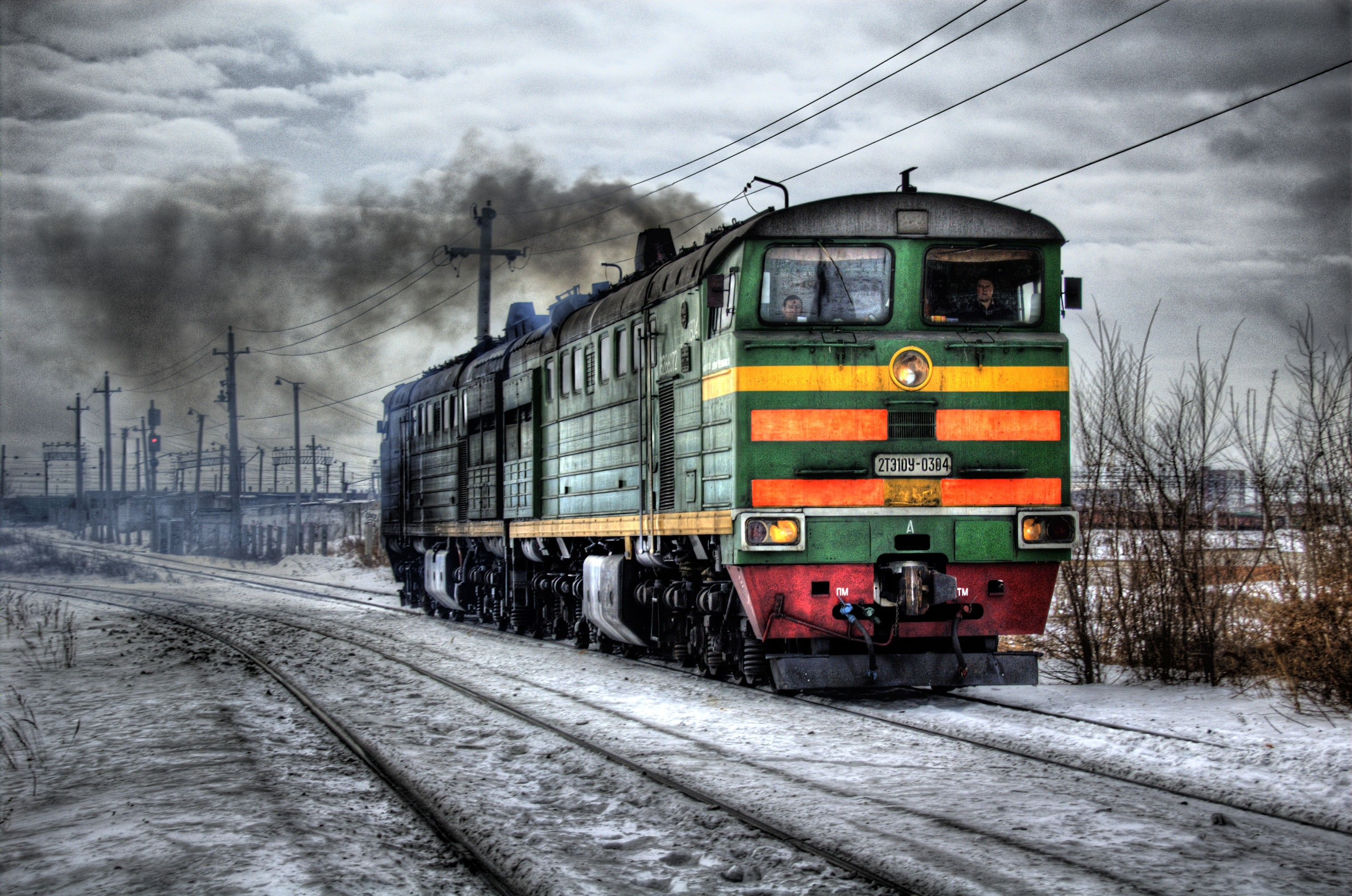
Тепловоз 2ТЭ10У

Для приведения поезда в движение на первых рельсовых дорогах использовали мускульную силу животных, в основном лошадей. В первой половине XIX века им на смену пришёл локомотив — передвигающееся по рельсам тяговое транспортное средство. Обычно это одно или более тяговое средство, расположенное впереди поезда, дающее достаточную силу тяги для движения веса всего поезда. Такая структура является основной для грузовых поездов и часто используемой в пассажирских. В некоторых пассажирских поездах последний вагон также оборудован кабиной машиниста, так что машинист может удалённо управлять локомотивом. Такая система позволяет избежать одного из недостатков поездов — отпадает необходимость перемещения локомотива в начало поезда каждый раз, когда поезд меняет направление движения. Вагон — подвижное средство, используемое для транспортировки пассажиров или грузов.

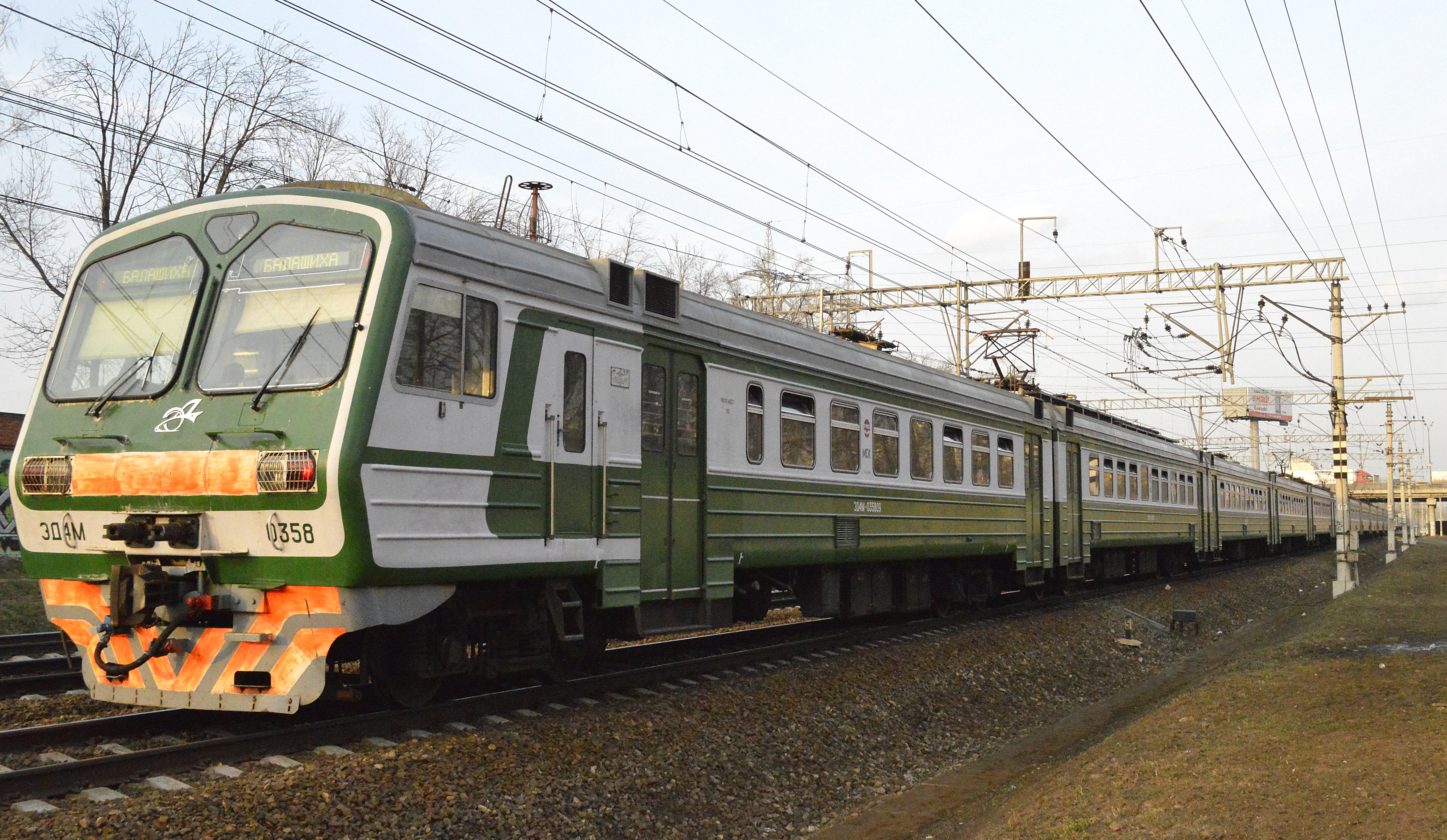
Электропоезд моторвагонной тяги ЭД4М

Моторвагонный подвижной состав движется за счёт подачи мощности на колёса всего поезда. Такие системы обычно используются в метрополитене и трамваях, а также на многих коротких и длинных пассажирских маршрутах. Автомотриса является одним отдельным самодвижущимся вагоном, работающим от дизельного двигателя. Моторвагонные поезда имеют кабину машиниста в каждом из концов состава и появились в связи с появлением электрического мотора и достаточно маленького двигателя для установки под вагоном. Грузовых моторвагонных составов очень мало и это в основном высокоскоростные почтовые поезда.

### Используемая энергия

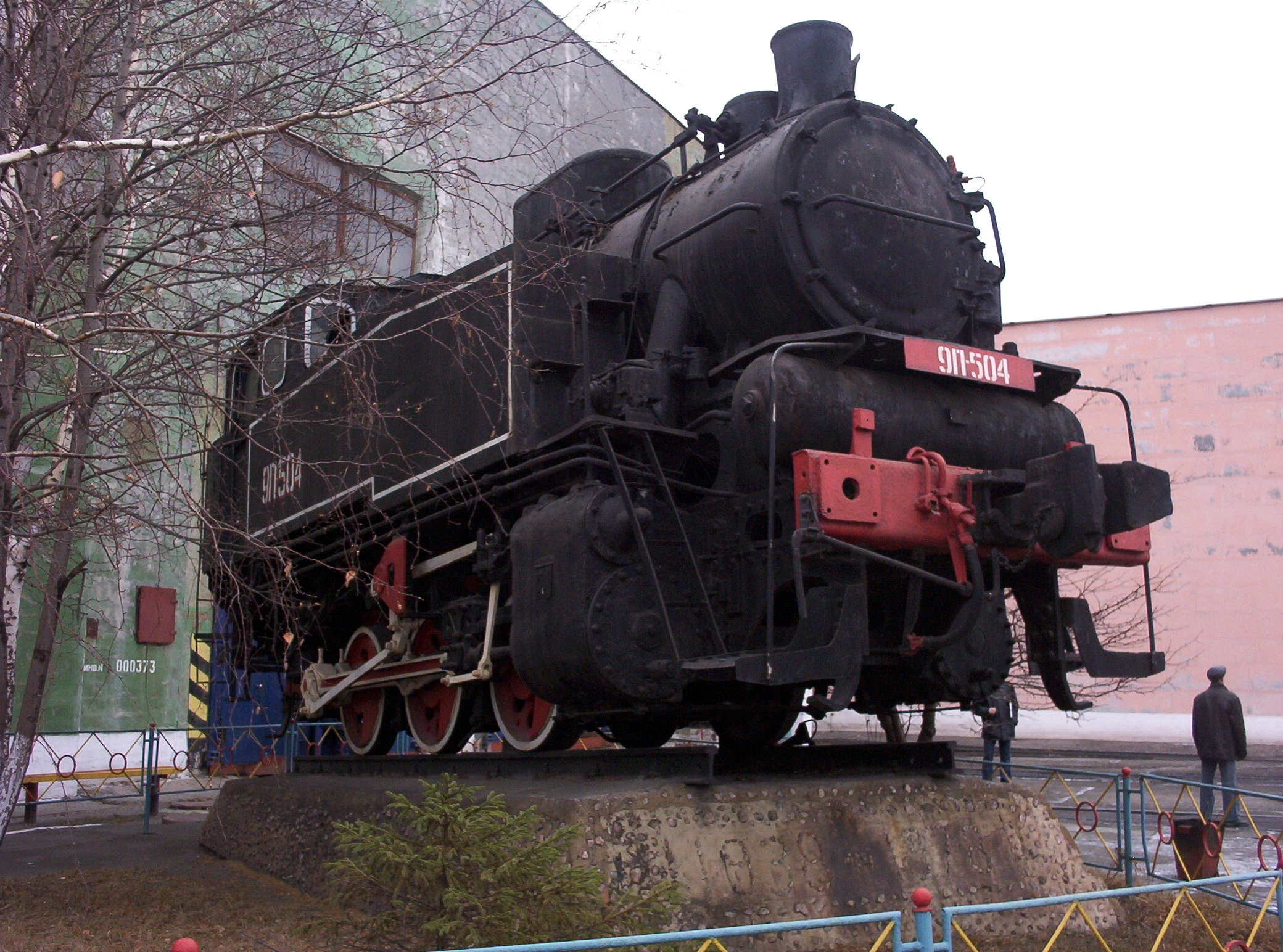
Паровоз серии 9П

Паровозы — это локомотивы, использующие паровой двигатель. В его топке сжигается уголь, нефть или древесина, для кипячения воды в котле, что создаёт пар под давлением. Пар проходит через дымовую коробку, перед тем как выйти через трубу. При этом он передаёт энергию в поршень, который передаёт её через шатун на движущие колёсные пары или на коленчатый вал на движущей оси. Паровозы были выведены из эксплуатации почти во всём мире по соображениям экономичности и безопасности, хотя многие сохранены в рабочем состоянии на исторических железных дорогах.

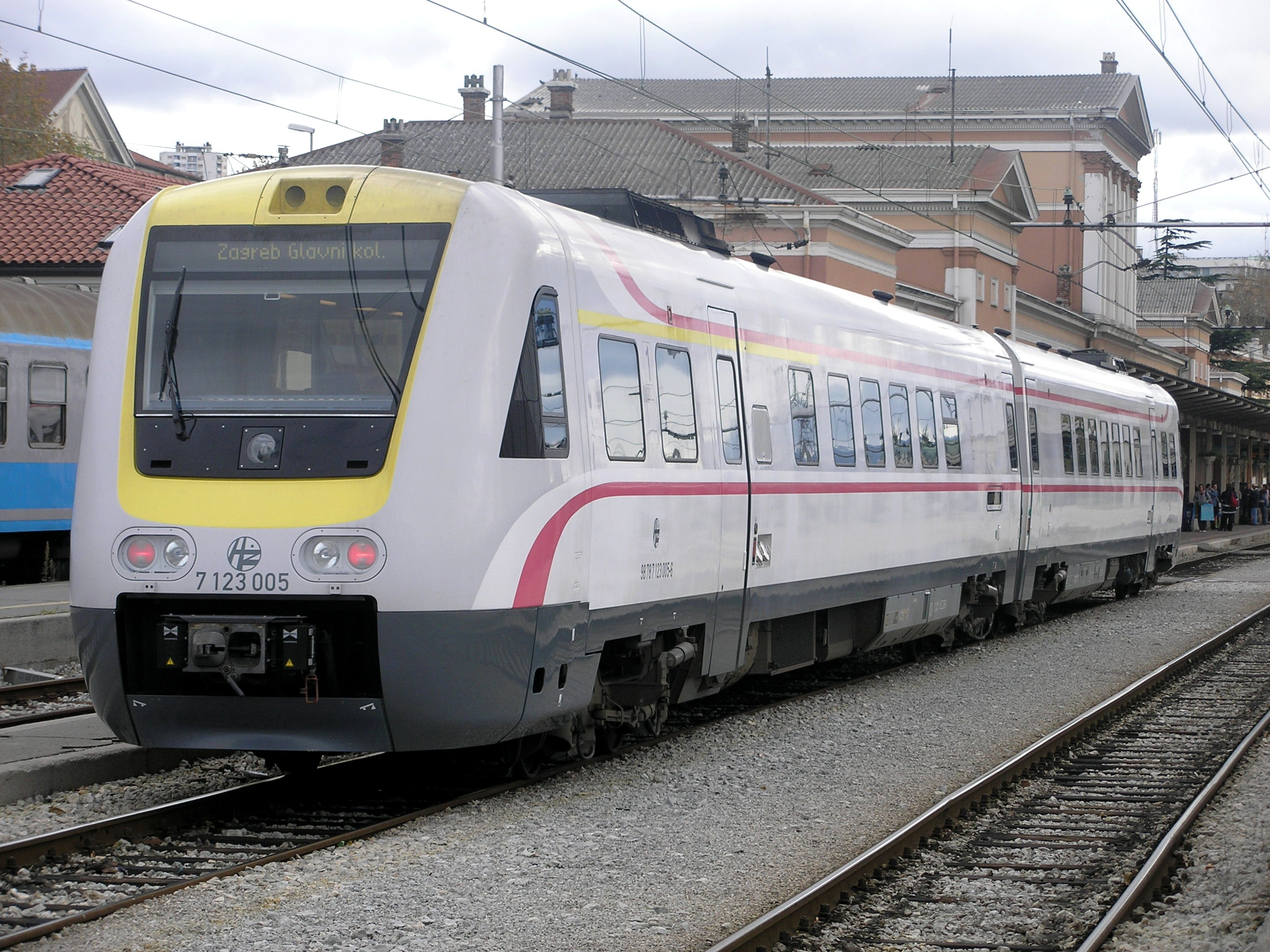
Моторвагонный RegioSwinger Хорватских железных дорог

Электровозы получают энергию из стационарного источника через воздушную контактную сеть или контактный рельс. Некоторые в дополнение или вместо этого используют батарею. В локомотивах, работающих на высоковольтном переменном токе, трансформатор в локомотиве переводит поступающий ток в используемый электрическим двигателем, который передаёт энергию на колёса. Современные локомотивы могут также использовать трёхфазный двигатель или двигатель на постоянном токе. Электровозы считаются наиболее мощным видом локомотивов, а также самым дешёвым в использовании, тихим и не создающим загрязнения по ходу движения. Однако они требуют высоких капиталовложений для оснащения контактной сети и сопутствующей инфраструктуры. Соответственно, электрическая тяга чаще используется в городских системах с высоким пассажиропотоком и высокоскоростных железных дорогах.

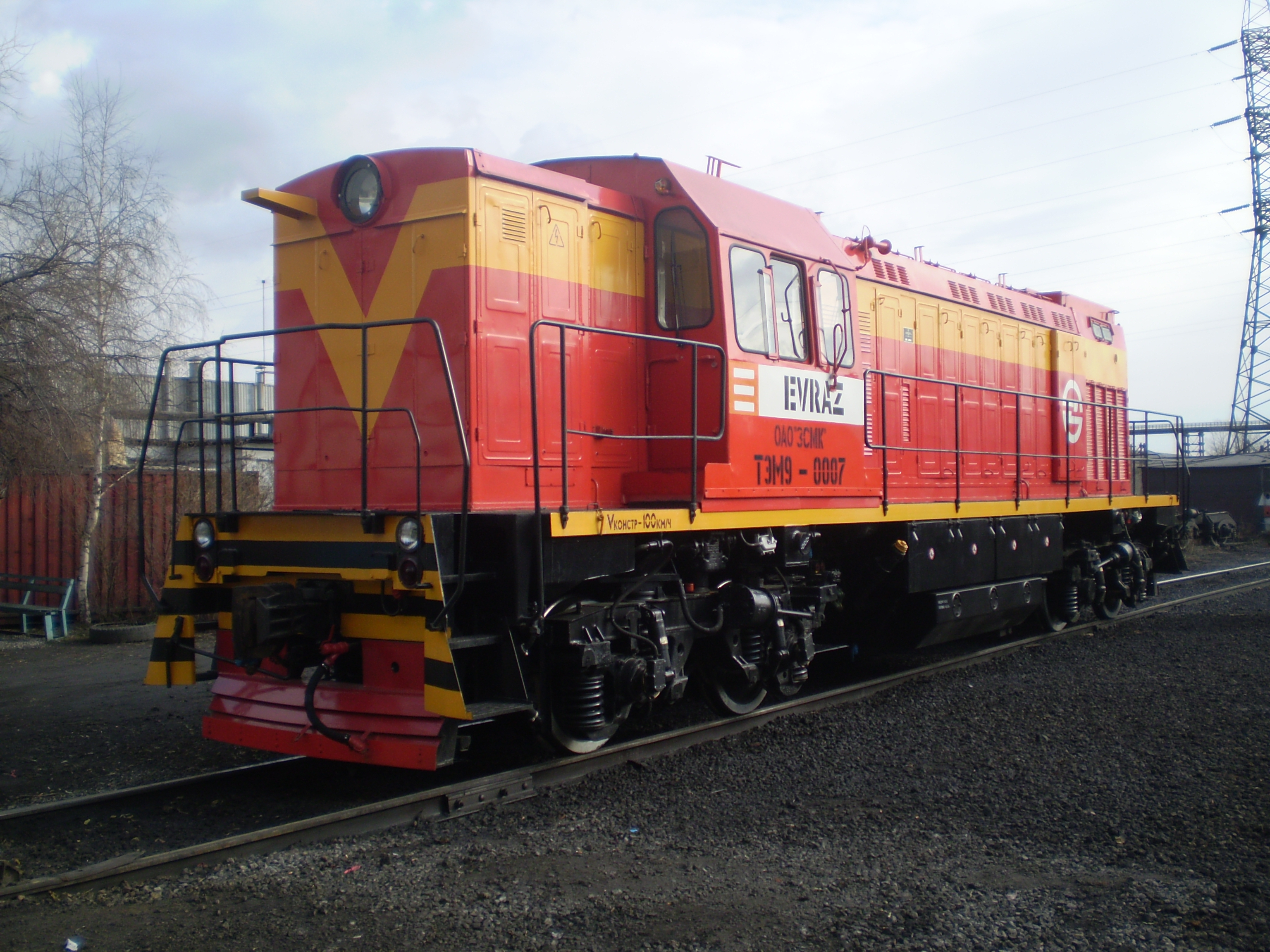
Современный тепловоз серии ТЭМ 9

Тепловоз использует дизельный двигатель. Передача энергии может быть электрической, механической, гидравлической, однако электрическая передача является наиболее популярной. Электротепловозы могут двигаться на дизельной тяге с электрической передачей на не электрифицированных частях и на электрической тяге по электрифицированным путям.
Среди других видов тяги также используются магнитная левитация, конная тяга, кабельная, гравитационная, пневматическая и газотурбинная.

### Пассажирские поезда

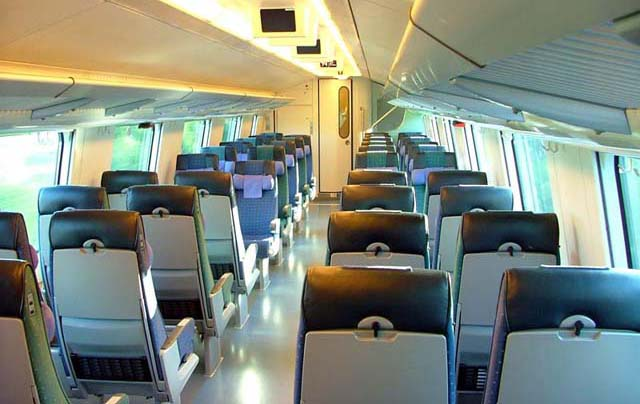
Интерьер верхнего яруса двухэтажного вагона поезда VR InterCity2

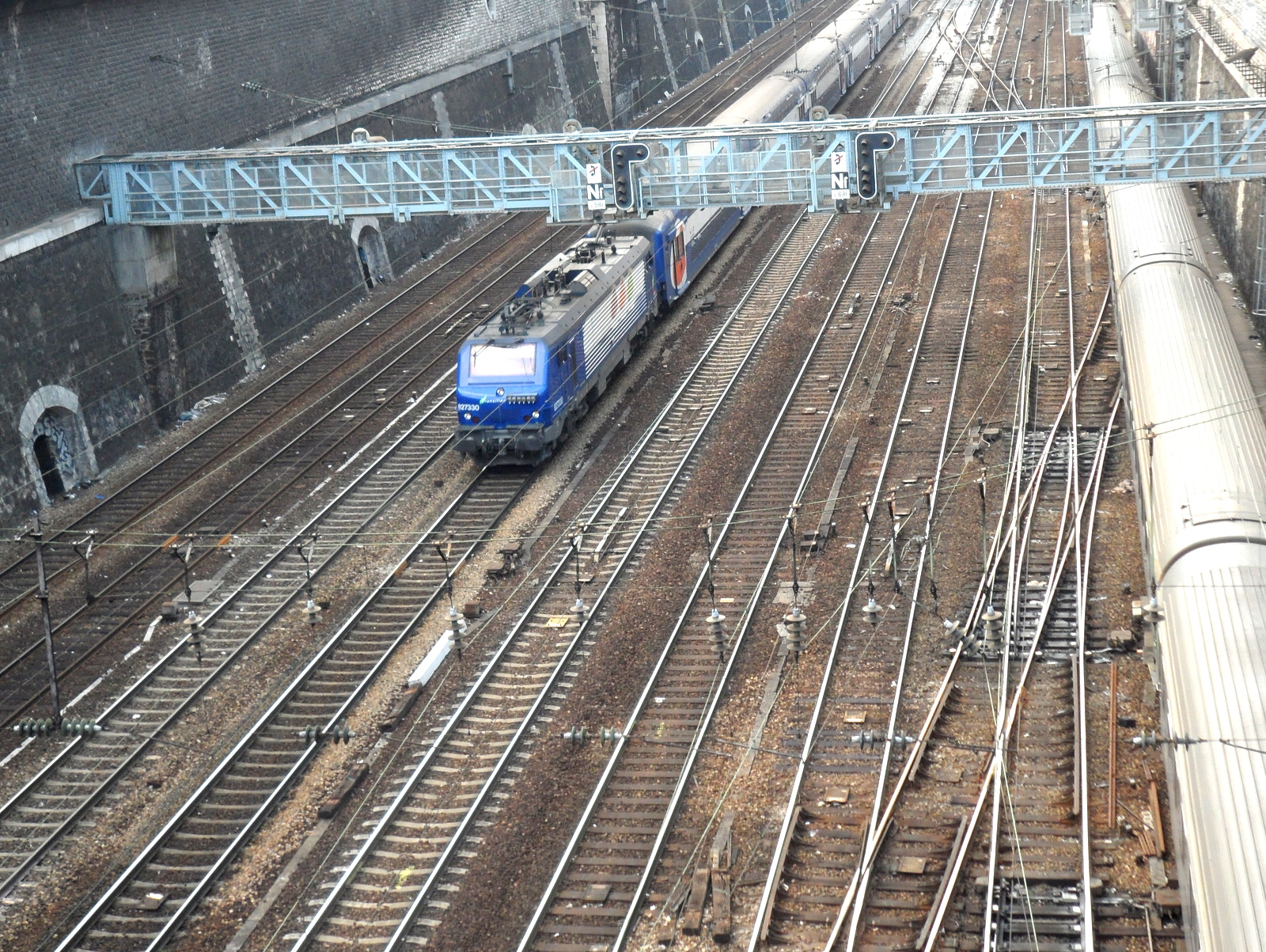
Железнодорожные пути в Париже, Франция

Пассажирский поезд ходит между станциями, где пассажиры могут садиться на поезд и выходить из него. В пути обычно в пассажирских вагонах находится проводник, обслуживающий пассажиров. Пассажирские поезда являются частью общественного транспорта, зачастую являясь его основой, когда автобусы подвозят пассажиров к станциям. Пассажирские поезда могут выполнять различные функции, следовать по длинным междугородным маршрутам, ежедневные городские поездки или пригородное сообщение. Пассажирские поезда имеют большое разнообразие подвижного состава, скоростей, требований по габаритам и частоты следования. Основное деление пассажирских поездов можно сделать по двум основным видам: междугородные железные дороги и внутригородской транспорт. Первые имеют высокую скорость, длинные маршруты и реже ходят (обычно по расписанию), вторые имеют более низкие скорости, более короткие маршруты и большая частота (особенно в часы пик)
Междугородные поезда следуют по длинным маршрутам, при этом почти не имея остановок между городами. Обычно такие поезда также оснащены дополнительными условиями, например вагоном-рестораном. Часто, особенно в России, такие поезда идут и ночью, поэтому в составе имеются спальные вагоны. В истории поездам на дальних маршрутах часто давали имена, а современные фирменные поезда по сути являются продолжением этой традиции. Местные поезда следуют на средние дистанции (150—700 км) между городами с большим количеством остановок и меньшей скоростью. Пригородные поезда обслуживают городские агломерации, являясь частью маятниковой миграции.
Высокоскоростные железные дороги являются специальными междугородными поездами, следующими на существенно более высоких скоростях, чем обычные поезда, более 200 км/ч. Для высокоскоростных поездов часто строят отдельные ж.д. пути. Обычно такие поезда следуют по дальним маршрутам, а большинство таких систем построено Западной Европе и Восточной Азии, где не бывает сильных морозов и больших снежных сугробов. В России действует скоростная магистраль Москва — Санкт-Петербург c максимальной скоростью 250 км/ч, планируется строительство первой высокоскоростной магистрали ВСМ Москва — Казань со скоростью движения до 400 км/ч.
Рекордом скорости поезда в мире является 574,8 км/ч, установленные французским поездом TGV. Из-за повышенной скорости, при строительстве путей подъёмы и спуски делаются более плавными, как и повороты. Поезда на магнитной подушке, как Шанхайский маглев, могут достигать ещё более высоких скоростей при стандартном использовании.
Скоростной поезд — междугородный поезд с более высокой скоростью, чем большинство междугородных поездов, но не достаточно высокой для высокоскоростных поездов.
Метрополитен является внутригородским пассажирским транспортом в крупных городах и имеет наибольшую пропускную способность. Обычно он находится на разных уровнях с дорогами и строится либо под землёй, либо на эстакадах. В уличном движении используется трамвай. Легкорельсовый транспорт является улучшенным трамваем с доступом для колясок, собственными габаритами и, иногда, частично под землёй. Монорельс представляет собой поднятый над землёй рельсовый вид транспорта со средней пропускной способностью.

### Грузовые поезда

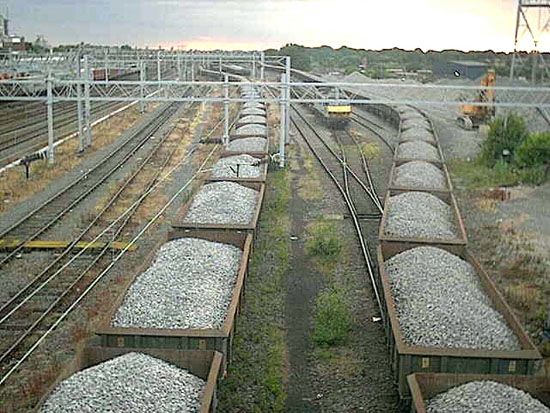
Навалочный груз ископаемых

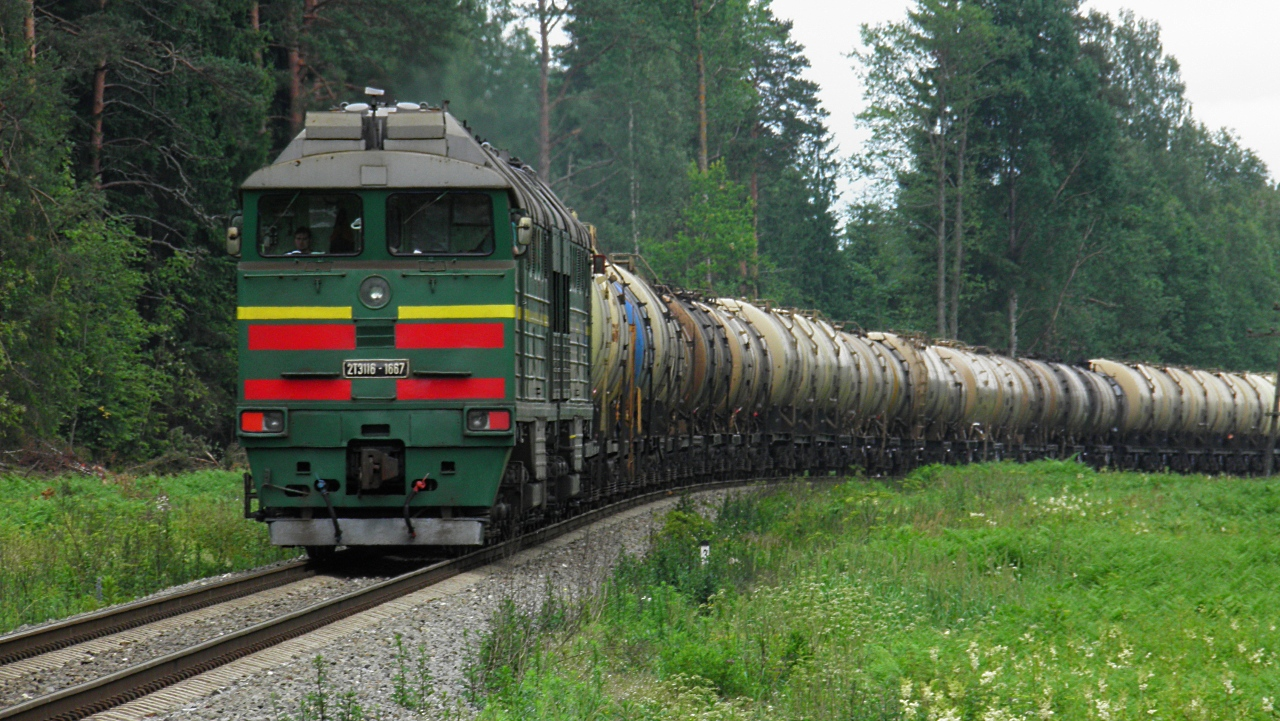
Тепловоз 2ТЭ116 тянет наливной поезд из цистерн

Грузовой поезд перевозит груз при помощи грузовых вагонов, предназначенных для конкретных видов грузов. Грузовые поезда являются очень эффективными за счёт эффекта масштаба и высокой энергоэффективности. Однако их использование ограничено недостаточной гибкостью при необходимости перегрузки в обоих концах маршрута из-за необеспеченности конечных точек доставки путями. Правительственные организации часто стимулируют использование грузового железнодорожного транспорта в силу экологичности этого вида транспорта
Контейнерные поезда стали основным видом поездов в США для ненасыпных грузов. Контейнеры проще передавать на другие виды транспорта, например корабли или грузовики, при помощи кранов. Этот вид транспортировки пришёл на место крытых вагонов, в который груз нужно было загружать и выгружать руками. В Европе обычные крытые вагоны были заменены на крытые вагоны «со сдвижной стеной», в которых становится доступна для погрузки практически вся площадь вагона. Существуют и другие виды грузовых вагонов, например изотермические и для перевозки автомобилей.
Перевозка навалочных грузов является одним из преимуществ железнодорожного транспорта. Низкие или практически нулевые затраты при загрузке и разгрузке, а также низкие энергозатраты позволяют поездам перевозить такие грузы дешевле, чем автотранспортом. Стандартными навалочными грузами являются уголь, руда, зерно, наливные грузы. Для перевозок используются полувагоны, хопперы и цистерны.

## Инфраструктура

### Железнодорожный путь

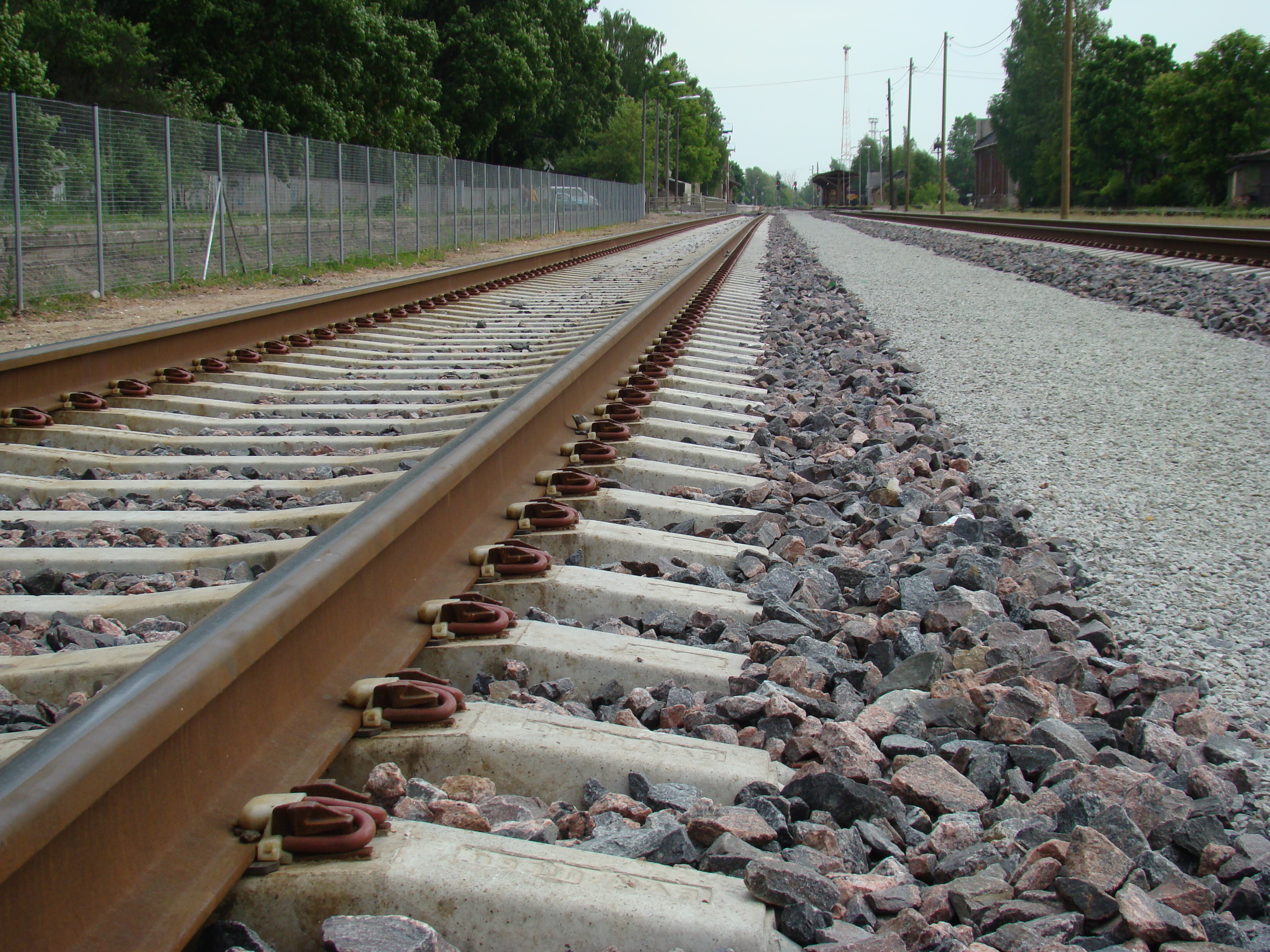
Железнодорожный путь со скреплением Пандрол - 350

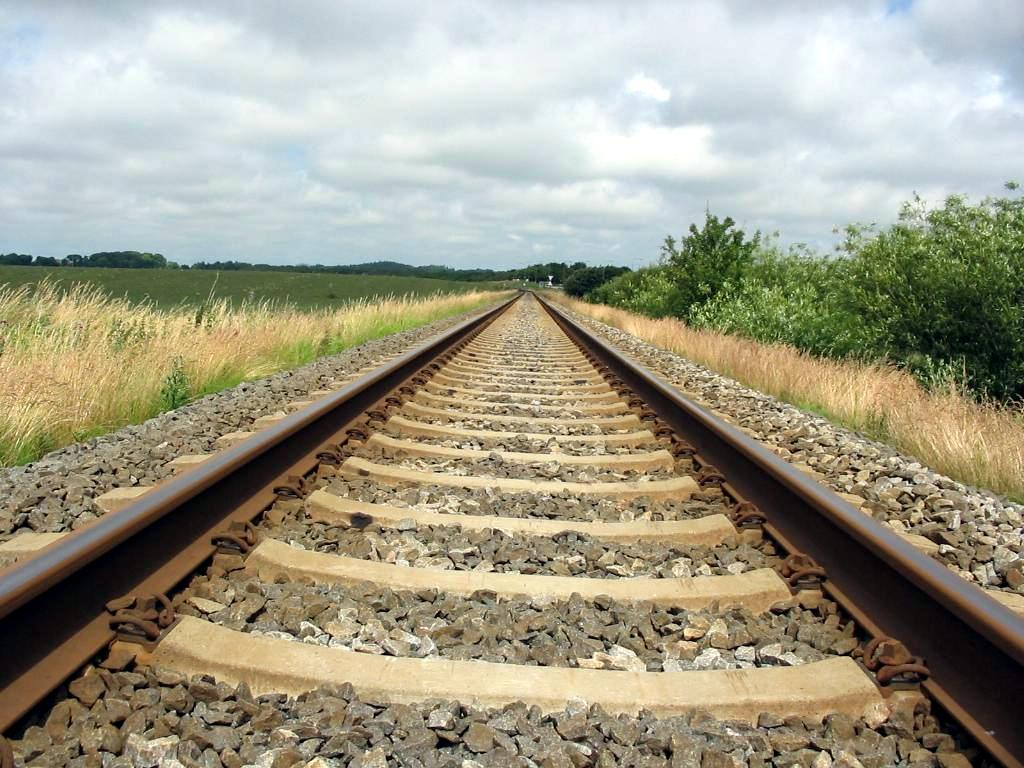
Железнодорожный путь с бетонными шпалами

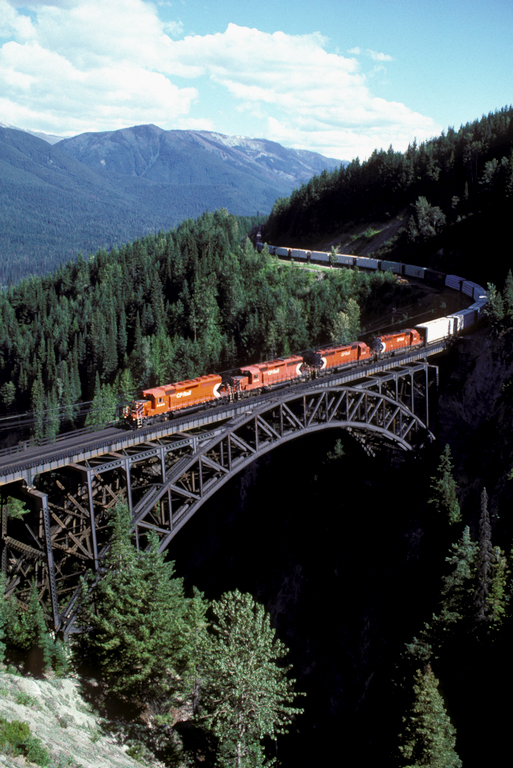
Длинный грузовой поезд на виадуке Стоуни Крик на Canadian Pacific Railway в южной Британской Колумбии

Железнодорожный путь состоит из двух параллельных рельсов, закреплённых уложенными перпендикулярно шпалами из дерева, бетона, металла или пластика. Расстояние между рельсами называется шириной колеи. Выделяют три основных категории ширины колеи: стандартная (в России называется Европейская колея 1435 мм) используется примерно на 60 % железных дорог мира, широкая колея (к ней относится русская колея — 1520 мм) и узкая колея (к ней относятся капская и метровая колеи). Помимо ширины колеи, пути кладутся с учётом габаритов подвижного состава, которые определяют максимальную высоту и ширину вагонов и грузов в них для безопасного прохода по мостам, тоннелям и другим строениям.
Железнодорожный путь направляет гребень железнодорожного колёса, сохраняя направление движения вагона без дополнительного трения, позволяя, таким образом, делать более длинные поезда, чем возможно на автомобильных дорогах. Рельсы и шпалы обычно кладут на балластную призму, которая распределяет вес со шпал на грунт для избежания сгибания пути при просадке земли от веса проходящих поездов. Вышеперечисленное относится к верхнему строению пути, которое обычно укладывается на земляное полотно, относящееся к нижнему строению пути и расположенное в границах полосы отвода железных дорог.
Балласт также действует в качестве дренажа. Некоторые современные пути строятся путём «прямой фиксации» без использования балласта. Пути могут изготавливаться заранее или собираться на месте установки. Благодаря сварке возможно создание бесстыкового пути, что снижает износ подвижного состава из-за маленьких зазоров соединённых простым способом рельсов, а также повышает комфорт пассажирских поездов.
На поворотах (в кривых) внешний рельс может укладываться чуть выше внутреннего рельса. Такой способ укладки позволяет сократить центробежную силу выталкивания подвижного состава в кривых участках пути, а также повышает комфорт пассажиров при движении поезда.
Костыль в деревянных шпалах со временем может ослабевать, однако сломанные шпалы могут заменяться отдельно, без необходимости ремонта всего пути, точно так же как и бетонные. При усадке пути из-за оседания почвы, его поднимают и выравнивают с помощью техники для засыпки дополнительного балласта и подбивочно-рихтовочных машин.
Периодически есть необходимость замены балласта на новый для поддержания хорошего дренажа. Стоки и другие сооружения для отвода воды всегда должны содержаться в чистоте, поскольку при размывании полотна возможны оползни. При прохождении путей рядом с реками полотно дополнительно укрепляется во избежание вымывания во время наводнений и разливов. Железнодорожные мосты требуют постоянного контроля и ухода, поскольку они подвергаются большим единоразовым нагрузкам во время прохождения тяжёлых поездов.
Поддержанием железнодорожного пути в исправном состоянии занимаются дистанции пути (ПЧ). Для посадки и обслуживания защитных лесонасаждений вдоль пути созданы дистанции лесозащитных насаждений (ПЧЛ).

### Железнодорожная сигнализация

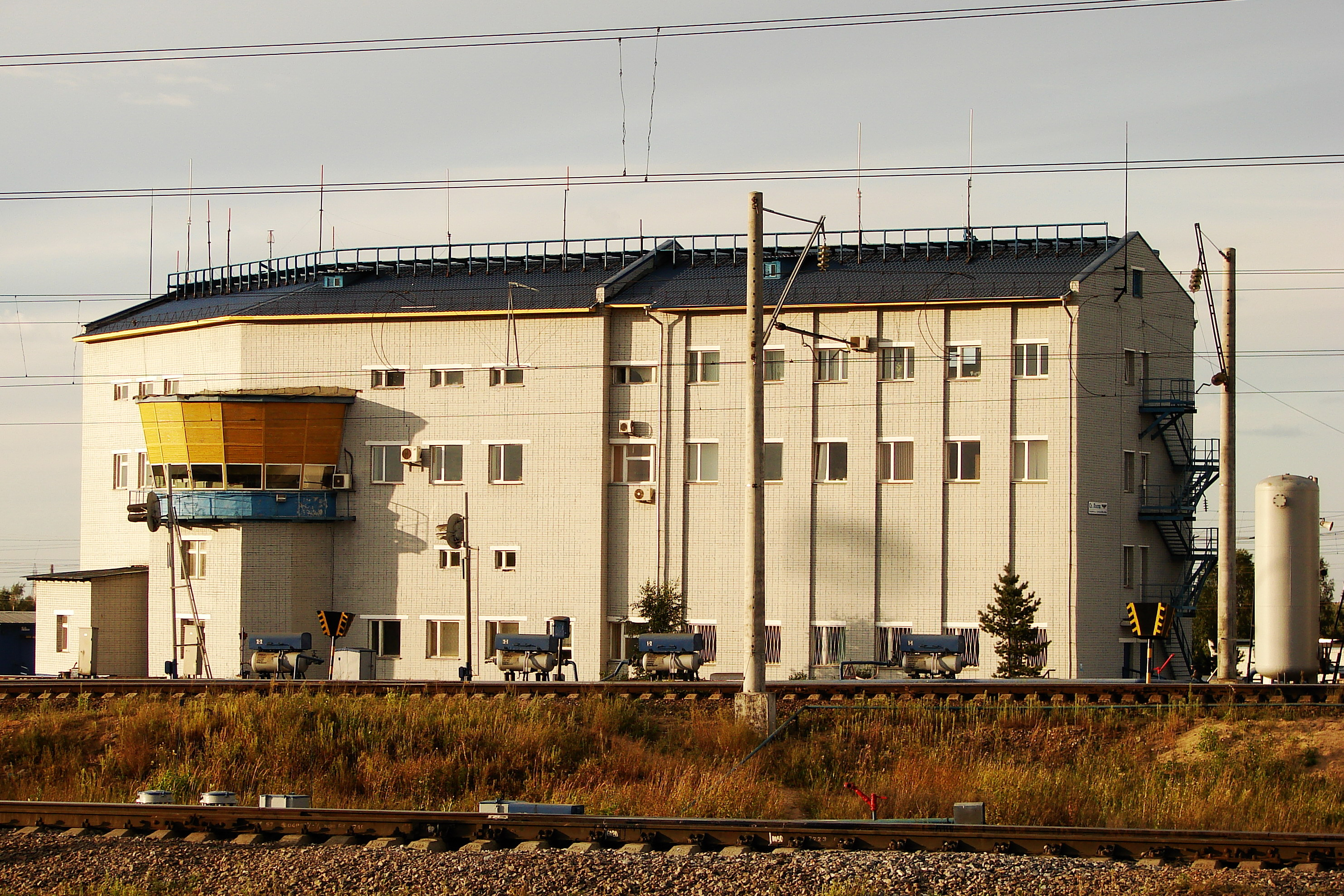
Пост электрической централизации

Железнодорожная сигнализация — это система управления железнодорожным движением в целях избежания столкновений. Из-за использования рельсов, которые имеют малое сцепление, железнодорожные поезда чрезвычайно подвержены опасности столкновений, поскольку обычно следует со скоростью, не дающей возможности остановиться достаточно быстро или тормозной путь длиннее видимой для машиниста дистанции. Большинство форм контроля движения поездов состоит из инструкций движения, передаваемых от ответственных за участок железнодорожной сети к бригаде поезда. Не все методы управления используют сигналы, а некоторые системы относятся только к однопутным веткам.
Процесс сигнализации обычно происходит на постах электрической централизации, расположенных на определённых интервалах вдоль железнодорожных путей. Развитие современных технологий сделало подобные системы избыточными, позволяя собрать управление сигнализации на больших участках в единых региональных контрольных центрах. Это стало возможно благодаря компьютеризации, которая позволяет наблюдать за огромной длиной путей из одной комнаты. Стандартный метод блок-участков делит пути на отдельные зоны, контролируемые сочетанием светофоров, правил и автоматических контрольных систем, так что на одном участке может находиться только один поезд.

### Электрификация
Электрификационная система поставляет энергию в поезда, чтобы они могли двигаться без установки источника энергии в поезде. Это снижает операционные издержки, однако требует крупных капиталовложений на строительство линий. Основные магистрали и трамваи обычно имеют воздушную контактную сеть протянутую вдоль линии. Транспорт находящийся не на уровне земли часто использует контактный рельс.
Энергия может подаваться постоянным током или переменным. Наиболее часто используемыми напряжениями постоянного тока являются 600 и 750 В для трамваев и метро, 1 500 и 3 000 В для поездов. Две основных системы переменного тока — 15 кВ и 25 кВ.

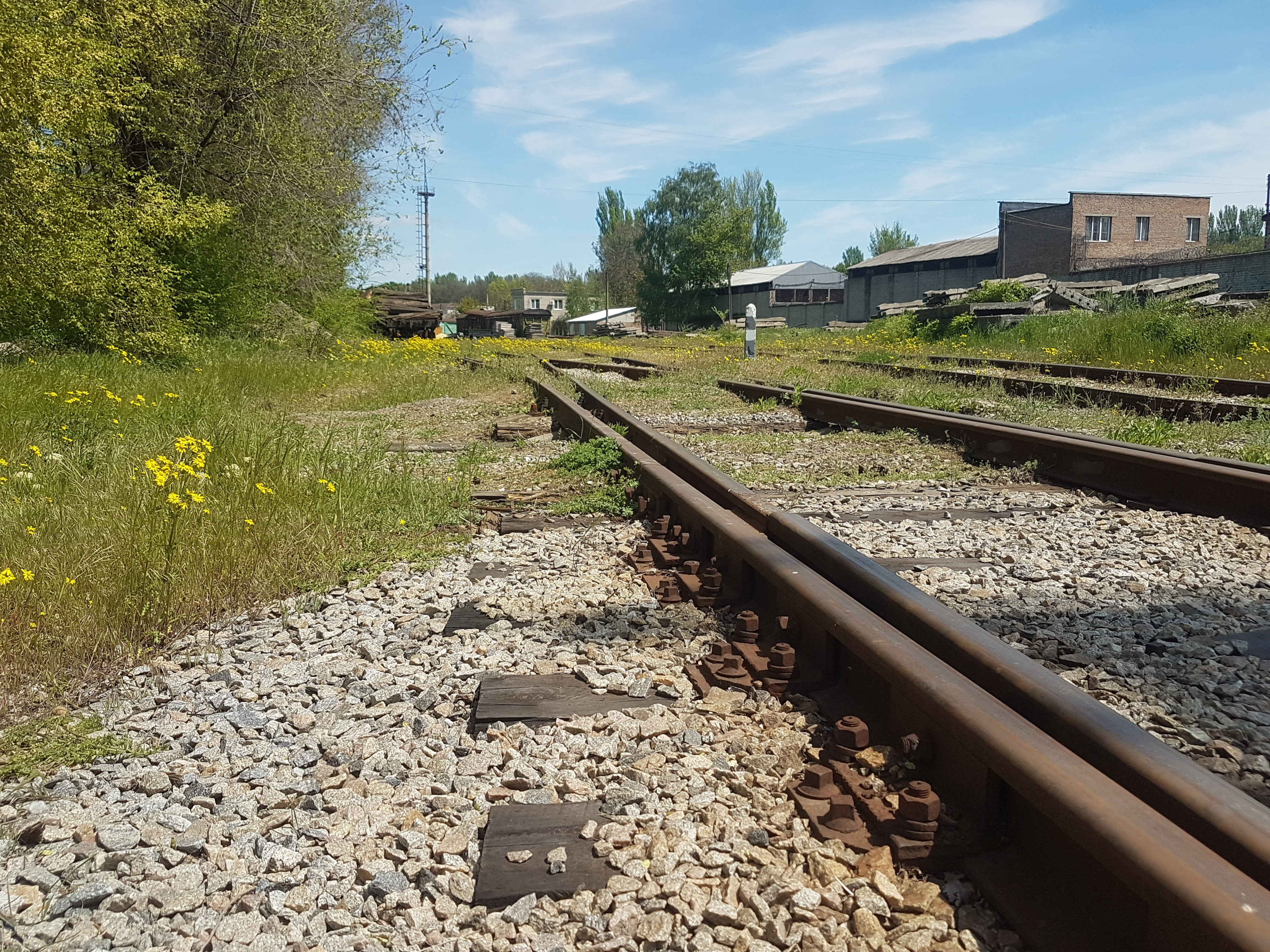
Железная дорога в лесу

### Станции

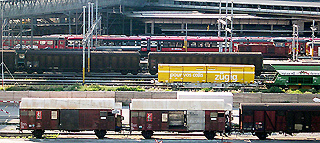
Грузовая железнодорожная станция в Люцерне, Швейцария

Железнодорожная станция — это место, где пассажиры садятся или выходят из поезда. Грузовая железнодорожная станция — это площадка для загрузки и выгрузки грузов. Крупные пассажирские станции имеют строения для удобства пассажиров с продажей билетов и еды. Небольшие станции обычно представляют собой лишь платформу. Первые станции часто строились одновременно и для пассажиров, и для грузов
Платформы используются для удобного входа в поезда и соединены между собой. Многие вокзалы построены в качестве тупика, где поезда прибывают и отходят только в одном направлении. Небольшие станции обычно обслуживают окружающие жилые районы с автобусами, ходящими до станции. Крупные станции являются транспортно-пересадочными узлами городов и имеют пересадку с поездов на метро, трамвай или автобус.

## Операционная деятельность

### Собственность

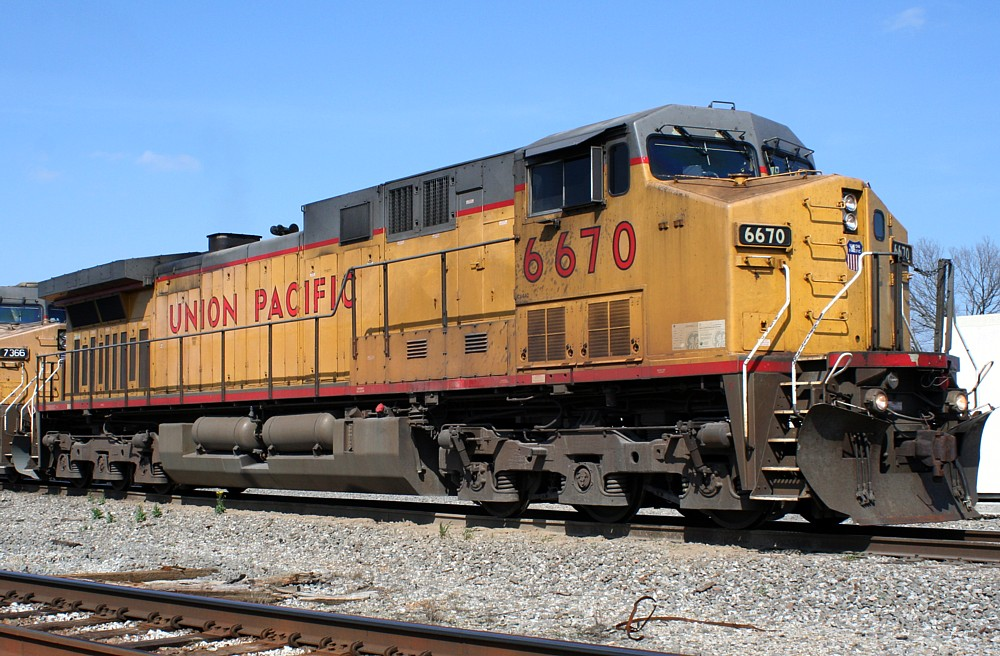
В США железные дороги, как например Union Pacific Railroad, обычно владеют и подвижным составом, и инфраструктурой, а сама компания является частной

С 1980-х годов началась тенденция разделения железнодорожных компаний на компании, владеющие подвижным составом, и компании, владеющие инфраструктурой. Это особенно касается Европы, где такое разделение является требованием ЕС. Такая организационная структура даёт свободный доступ к железным дорогам Европы для различных железнодорожных операторов.
В США практически вся железнодорожная сеть за пределами Северо-Восточного Коридора находится в частной собственности грузовых перевозчиков. Пассажирские компании, в первую очередь Amtrak, используют пути на арендной основе.
В России практически вся инфраструктура принадлежит РЖД, за исключением отдалённых производственных веток на предприятиях. В течение 2000-х многие компании (в том числе и специально созданные «дочки» сырьевых групп) получили лицензии на осуществление железнодорожных перевозок. Частные (независимые) операторы эксплуатируют собственный парк вагонов, при этом используя инфраструктуру и услуги локомотивной тяги ОАО «РЖД». На ряде маршрутов компании работают собственными локомотивами.

### Финансирование
Основными источниками доходов железнодорожных компаний являются продажи билетов (для пассажирских перевозок) и плата за провоз грузов. Причём грузовые перевозки являются выгодным мероприятиеим, а пассажирские зачастую дотационным. Как и на других видах транспорта, для регулярных пассажиров часто предусматриваются различные скидки и месячные проездные. Грузовые тарифы могут устанавливаться как за один контейнер или вагон, так и за целый поезд. Иногда отправитель груза владеет собственными вагонами и оплачивает только локомотивную перевозку. В пассажирских перевозках доходы от рекламы также могут занимать значительную часть доходов.
Правительства многих стран субсидируют железнодорожную деятельность, поскольку этот вид транспорта имеет меньше отрицательных экстерналий, чем другие виды транспорта. В случаях, когда железнодорожный оператор является государственным, подобные субсидии являются прямым вкладом в увеличение производительности. В случаях, когда операторы частные, существует несколько схем субсидирования. В странах, где инфраструктура принадлежит государственной структуре или компании, обязанной предоставлять доступ всем, подавшим заявку, государство может ввести бесплатное использование путей или установить плату ниже себестоимости. По сути это является аналогичными условиями с бесплатным использованием автомобильных дорог. В пассажирских перевозках может выплачиваться прямая субсидия частным операторам или проводиться государственные тендеры общественного заказа на ограниченный срок.

### Безопасность

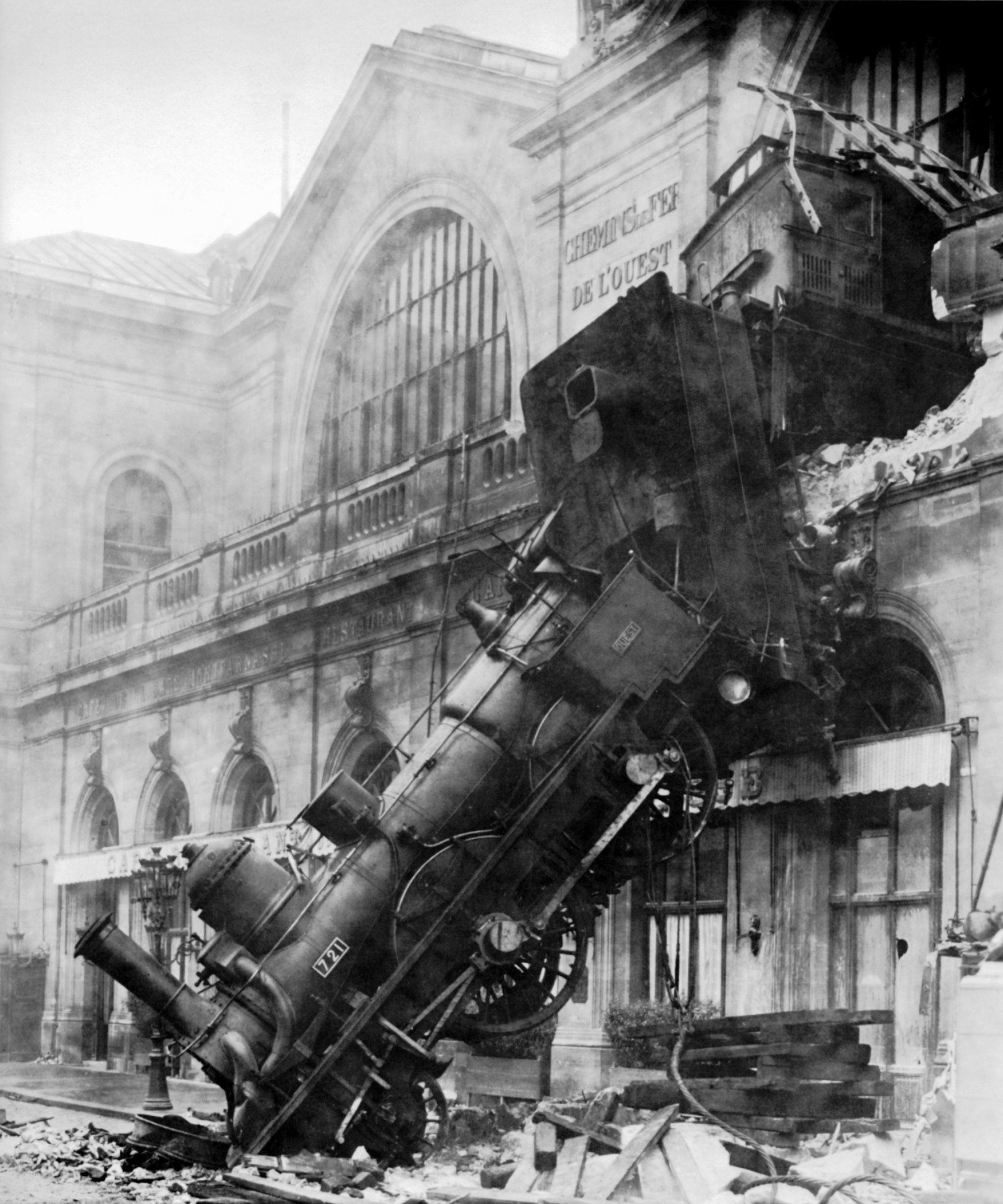
Крушение на вокзале Монпарнас, Париж, Франция, 1895 год

Железнодорожный транспорт является одним из самых безопасных видов транспорта. Поезда способны передвигаться на очень высоких скоростях, однако из-за большой массы им требуется очень длинный тормозной путь, а также они не могут избежать столкновения, уйдя в сторону. Поезд может сойти с рельсов, столкнуться с другим поездом или столкнуться с автомобилем на переезде. Последний вид аварий является самым частым, от них также гибнет больше всего людей. Важнейшими мерами безопасности являются железнодорожная сигнализация и строительство мостов и тоннелей на переездах. Поездные свистки, звонки и гудки предупреждают о приближении поезда, а сигнальные системы на путях поддерживают необходимое расстояние между поездами.
Одним из эффективных приёмов в безопасности движения высокоскоростных поездов является строительство специальных отдельных путей без переездов. Это исключает потенциальную возможность столкновения с автомобилями и другими транспортными средствами и пешеходами, значительно снижает вероятность столкновения с другими поездами и способствует соблюдению расписания движения.
Для защиты инфраструктуры и транспортных средств железнодорожного транспорта, а также защите пассажиров, багажа и грузов от актов незаконного вмешательства, в том числе террористических актов, во многих странах действуют силы по обеспечению транспортной безопасности.
В Великобритании обеспечением транспортной безопасностью занимается Британская транспортная полиция (англ. The British Transport Police (BTP)). BTP контролирует железные дороги Великобритании, предоставляя услуги операторам железной дороги, их персоналу и пассажирам по всей стране. Она же обеспечивает безопасность в Лондонском метро, в метро Глазго, в лёгком Доклендском метро, а также контролирует некоторые трамвайные системы.
В Российской Федерации в исполнение Федерального закона «О транспортной безопасности» от 09.02.2007 № 16-ФЗ в качестве сил обеспечивающих транспортную безопасность используются подразделения ФГП «Ведомственная охрана железнодорожного транспорта Российской Федерации», а также иные подразделения транспортной безопасности, созданные в субъектах транспортной инфраструктуры (например, Подразделение транспортной безопасности Службы безопасности Московского метрополитена (ПТБ СБ).

### Техническое обслуживание
Как и во многих инфраструктурных проектах, железные дороги должны регулярно подвергаться проверкам и обслуживанию в целях снижения инфраструктурных аварий, которые нанесут вред грузовым и пассажирским перевозкам. Поскольку пассажиры считаются наиболее «важным грузом» и обычно перемещаются с более высокой скоростью, более крутыми уклонами и более частыми поездами, пассажирским линиям уделяется особое внимание. Среди используемых технологий можно упомянуть путеизмеритель и пеший обход путей. На поворотах путей осуществляется дополнительная калибровка, регулярная затяжка крепежей и более частая смена путей. Для достижения высшего качества работ и привлечения лучших в своём деле для конкретных проектов подрядчики часто привлекают специалистов на основе аутсорсинга.
В отличие от шоссе и других автомобильных дорог, где пропускная способность распределена на отдельные не связанные участки, железнодорожная пропускная способность считается единой на всю систему. В результате отдельный недостаток может оказать катастрофическое влияние на всю систему. При обслуживании путей необходимо учитывать показатели ветки (типы поездов, места отправления и назначения, сезонные изменения), пропускную способность (длина, почва, количество путей, типы сигнализации), пропускную способность поездов (максимальная скорость, набор скорости и торможение поездов) и особенности двойного использования путей для пассажирских и грузовых перевозок (дополнительные пути, возможности конечных станций, переключение стрелок).

## Городской железнодорожный общественный транспорт

### Трамвай
Трамвай — вид уличного и частично уличного рельсового общественного транспорта для перевозки пассажиров по заданным маршрутам (обычно на электротяге), используемый преимущественно в городах.

### Метрополитен
Метрополитен (от фр. métropolitain, сокр. от chemin de fer métropolitain — «столичная железная дорога»), метро́ (métro), англ. underground, амер. англ. subway) — в традиционном понимании городская железная дорога с курсирующими по ней маршрутными поездами для перевозки пассажиров, инженерно отделённая от любого другого транспорта и пешеходного движения (внеуличная). В общем случае метрополитен — любая внеуличная городская пассажирская транспортная система с курсирующими по ней маршрутными поездами. То есть метрополитен в традиционном понимании или, например, городские монорельсы — примеры разновидностей метрополитена. Движение поездов в метрополитене регулярное, согласно графику движения. Метрополитену свойственны высокая маршрутная скорость (до 80 км/ч) и провозная способность (до 60 тыс. пассажиров в час в одном направлении). Линии метрополитена могут прокладываться под землёй (в тоннелях), по поверхности и на эстакадах (особенно это характерно для городских монорельсов).

### Монорельс
Монорельсовая дорога — транспортная система, в которой вагоны с пассажирами или вагонетки с грузом перемещаются по установленной на эстакаде или отдельных опорах балке — монорельсу. Различают монорельсовые дороги навесные — вагоны опираются на ходовую тележку, расположенную над путевой балкой, и подвесные — вагоны подвешены к ходовой тележке и перемещаются под монорельсом.

### Легкорельсовый транспорт
Легкорельсовый транспорт (также «лёгкий рельсовый транспорт», ЛРТ, от англ. Light Rail) — городской железнодорожный общественный транспорт, характеризующийся меньшими, чем у метрополитена и железной дороги, и большими, чем у обычного уличного трамвая скоростью сообщения и пропускной способностью.
Разновидностью легкорельсового транспорта является скоростной трамвай в том числе подземный трамвай и городская железная дорога). При этом отличия таких легкорельсовых систем от метрополитена, городской железной дороги (S-Bahn), являются нечёткими, что зачастую становится причиной терминологических ошибок. В целом данный термин, как правило, применяется для обозначения скоростных электрифицированных железнодорожных систем (например, трамвайных), обособленных от прочих транспортных потоков на большей части сети, однако допускающих в рамках системы и одноуровневые пересечения, и даже уличное движение (в том числе трамвайно-пешеходные зоны). В отличие от лёгкого метро, более близкого к обычному метро, легкорельсовый транспорт ближе к трамваю.

### Городская электричка
Современной тенденцией в развитии городского железнодорожного общественного транспорта становится создание городских электричек — занимает промежуточное положение между городским общественным транспортом и классическими пригородными поездами и использует обычные железнодорожные линии в пределах и вне пределов города, при этом нередко имеет выделенные под свои нужды пути. Подвижным составом городского поезда являются электро- (реже дизель-) поезда железнодорожных габаритов и размеров. Электропоезда оснащаются пантографом на крыше, кроме систем Гамбурга и Берлина, электрифицированных третьим рельсом. Пути и станции городского поезда могут быть как наземного, так и над- и подземного заложения, что в последнем случае делает его малоотличимым от метрополитена. Расстояния между станциями S-Bahn, как правило, меньше, чем между станциями региональных поездов (Regionalbahn), и больше или равны таковым в метрополитенах, у легкорельсового транспорта и уличных видов городского транспорта (трамваев, автобусов и др.). Как правило, вход в вагоны городского поезда расположен на одном уровне с перроном.
В России современная городская электричка была запущенна в 2016 году в Москве (линия Московского центрального кольца), далее в 2019 году — начали запускать маршруты Московских центральных диаметров.

## Максимальная скорость железнодорожного сообщения
- Тайвань: Тайбэй — Гаосюн, Тайваньская высокоскоростная железная дорога (THSR) — до 300 км/ч
- Китай: Ухань — Гуанчжоу — до 350 км/ч,
- Япония: Уцуномия — Мориока — до 320 км/ч (план Токио — Нагоя — до 500 км/ч)
- Южная Корея: Сеул — Тэджон (Daejeon) — до 430 км/ч
- Франция: Париж — Страсбург — до 350 км/ч
- Германия: Франкфурт/М.(аэропорт) — Кёльн, Мюнхен — Нюрнберг — до 320 км/ч
- Италия: Рим — Неаполь — до 300 км/ч
- Испания: Мадрид — Барселона — до 350 км/ч
- Великобритания-Бельгия: Лондон — Брюссель — до 300 км/ч
- Турция: Анкара — Стамбул — до 300 км/ч
- Россия (состав Сапсан): Москва — Санкт-Петербург — до 250 км/ч, (состав Talgo 250) Москва — Нижний Новгород — до 160 км/ч; (состав Аллегро) Санкт-Петербург — Хельсинки — до 220 км/ч
- Узбекистан (состав Тальго 250): Ташкент — Самарканд — от 160 км/ч до 230 км/ч

## Ж/д системы по странам
- Евразийская — Великобритания, Франция, Испания, Португалия, Монако, Швейцария, Люксембург, Бельгия, Нидерланды, Германия, Дания, Лихтенштейн, Италия, Ватикан, Австрия, Чехия, Польша, Словакия, Норвегия, Швеция, Финляндия, Эстония, Латвия, Литва, Беларусь, Украина, Молдова, Венгрия, Румыния, Сербия, Словения, Хорватия, Босния и Герцеговина, Албания, Черногория, Северная Македония, Болгария, Греция, Турция, Россия, Грузия, Армения, Азербайджан, Казахстан, Узбекистан, Таджикистан, Афганистан, Туркменистан, Кыргызстан, Монголия, Китай, КНДР, Южная Корея, Вьетнам, Сирия, Ирак, Иордания, Иран, Пакистан, Индия, Бангладеш
- Индокитайская — Камбоджа, Таиланд, Малайзия, Сингапур, Лаос
- Североамериканская — Канада, США, Мексика
- Южноамериканская — Перу, Боливия, Бразилия, Аргентина, Уругвай, Парагвай, Чили
- Южноафриканская — ЮАР, Намибия, Ботсвана, Замбия, Зимбабве, Мозамбик, Ангола, Танзания, Малави, ДР Конго (южная часть), Свазиленд
- Североафриканская — Марокко, Алжир, Тунис, Египет.

Системы железных дорог, связывающих 2 страны: Кения — Уганда, Эфиопия — Джибути, Сенегал — Мали, Кот-д’Ивуар — Буркина-Фасо.
Системы отдельных стран и территорий, не связанные с другими железными дорогами
| - Австралия - Гайана - Израиль - Индонезия | - Куба - Мадагаскар - Мьянма - Новая Зеландия | - Панама - Суринам - Тайвань - Фиджи | - Филиппины - Шри-Ланка - Ямайка - Япония |

Государства без какого-либо железнодорожного сообщения
| - Антигуа и Барбуда - Багамские острова - Барбадос - Бахрейн - Белиз - Бурунди - Бутан - Вануату - Восточный Тимор - Гвинея-Бисау - Гренада | - Доминика - Западная Сахара - Исландия - Йемен - Кабо-Верде - Катар - Кипр - Кирибати - Коморские Острова - Лесото - Маврикий | - Мальдивские острова - Мальта - Мартиника - Маршалловы острова - Микронезия - Папуа — Новая Гвинея - Руанда - Самоа - Сан-Марино - Сан-Томе и Принсипи - Сейшельские острова | - Сент-Винсент и Гренадины - Сент-Китс и Невис - Сент-Люсия - Тонга - Тринидад и Тобаго - Тувалу - Палау - ЦАР - Чад - Экваториальная Гвинея |

### Длина железнодорожной сети разных стран
Во многих странах длина железнодорожной сети сокращается (так, в США в 1920 году было более 400 тыс. км железных дорог).
Список стран, в которых длина железнодорожной сети превышает 10 000 км:
| №  | Страна         | Длина ж/д (км) | Плотность покрытия |
| -- | -------------- | -------------- | ------------------ |
|    | Весь мир       | 1 134 429      |                    |
| 1  | США            | 226 427        | 23,79              |
| 2  | Россия         | 122 000        | 5,10               |
| 3  | Китай          | 93 250         | 9,74               |
| 4  | Индия          | 63 327         | 19,26              |
| 5  | Канада         | 46 688         | 4,68               |
| 6  | Германия       | 41 896         | 117,35             |
| 7  | Австралия      | 37 855         |                    |
| 8  | Аргентина      | 31 409         |                    |
| 9  | Франция        | 29 213         | 53,40              |
| 10 | Бразилия       | 28 857         |                    |
| 11 | Япония         | 23 506         | 62,21              |
| 12 | Польша         | 22 314         | 71,36              |
| 13 | Украина        | 21 655         | 35,87              |
| 14 | ЮАР            | 20 872         |                    |
| 15 | Италия         | 19 729         | 65,49              |
| 16 | Мексика        | 17 516         | 8,88               |
| 17 | Великобритания | 16 454         | 67,21              |
| 18 | Испания        | 15 288         | 30,74              |
| 19 | Казахстан      | 13 700         |                    |
| 20 | Турция         | 12 008         |                    |
| 21 | Швеция         | 11 633         | 25,85              |
| 22 | Румыния        | 10 788         | 45,42              |
| —  | СССР           | 145 600        |                    |
| —  | Чехословакия   | 13 141         |                    |

См. также более подробный Список стран по длине сети железных дорог.

## Беспилотный
Беспилотные пассажирские поезда по состоянию на 2017 год курсируют в 23 городах мира. В первую десятку входят: Дубай (протяжённость линии — 80 км), Ванкувер (68 км), Сингапур (65 км), далее следуют Лилль, Пусан, Париж, Куала-Лумпур, Тулуза; далее Тайбэй и Токио (по 25 км).

## Железная дорога в искусстве

### Живопись
Железная дорога заинтересовала живописцев как символ современности (эпохи модерна).
Одним из первых на этот новый для искусства предмет откликнулся Уильям Тёрнер (Дождь, пар и скорость, 1844), а вслед за ним импрессионисты. Картины на железной дороге писал Клод Моне, Винсент ван Гог, Эдуар Мане, Гюстав Кайботт, Говард Фогг.
Вокзал Сен-Лазар изображён на полотнах многих художников импрессионизма, которые в течение 1870-х и 1880-х годов жили около этого вокзала.

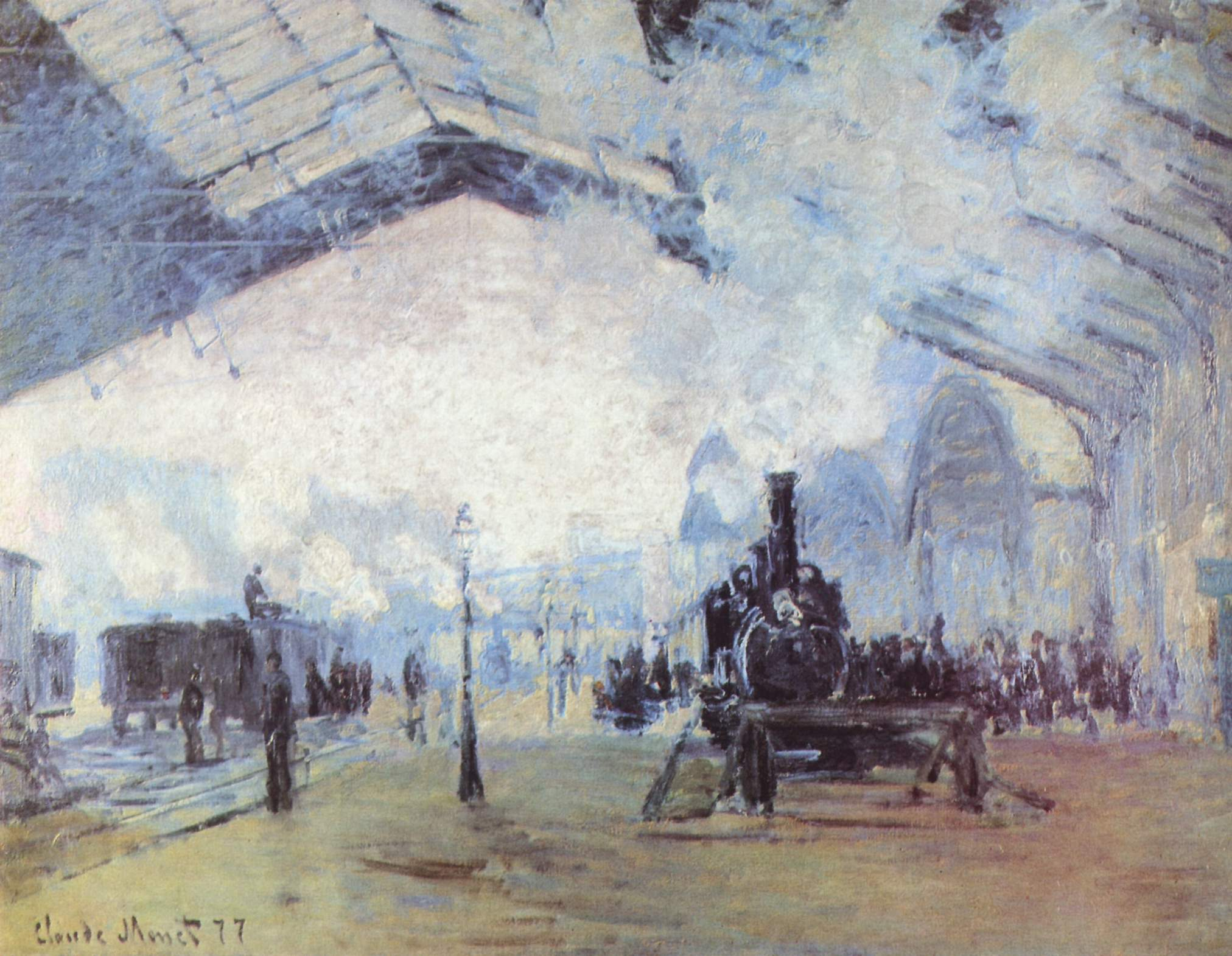
Клод Моне. «Вокзал Сен-Лазар в Париже»
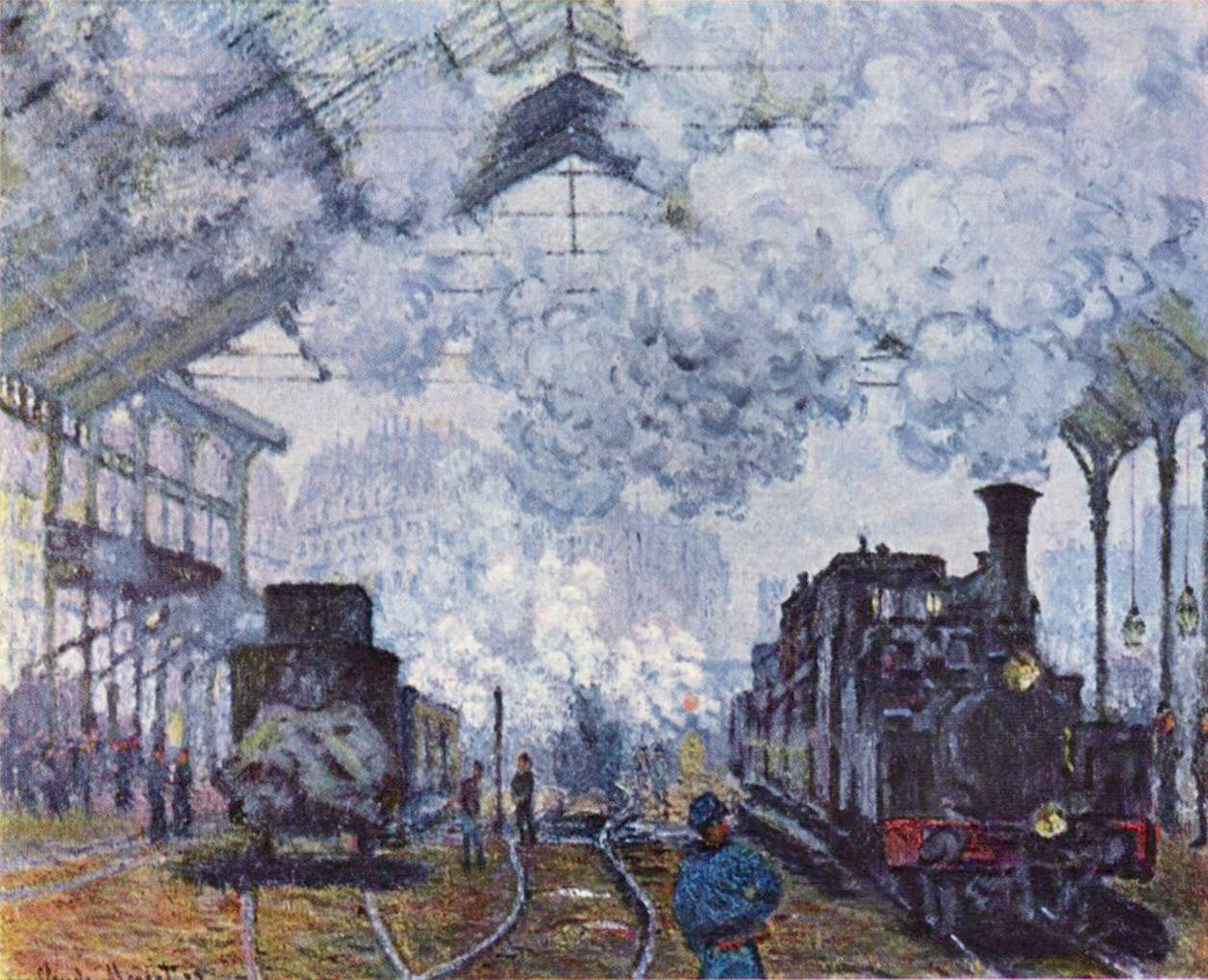
Клод Моне. «Вокзал Сен-Лазар в Париже»
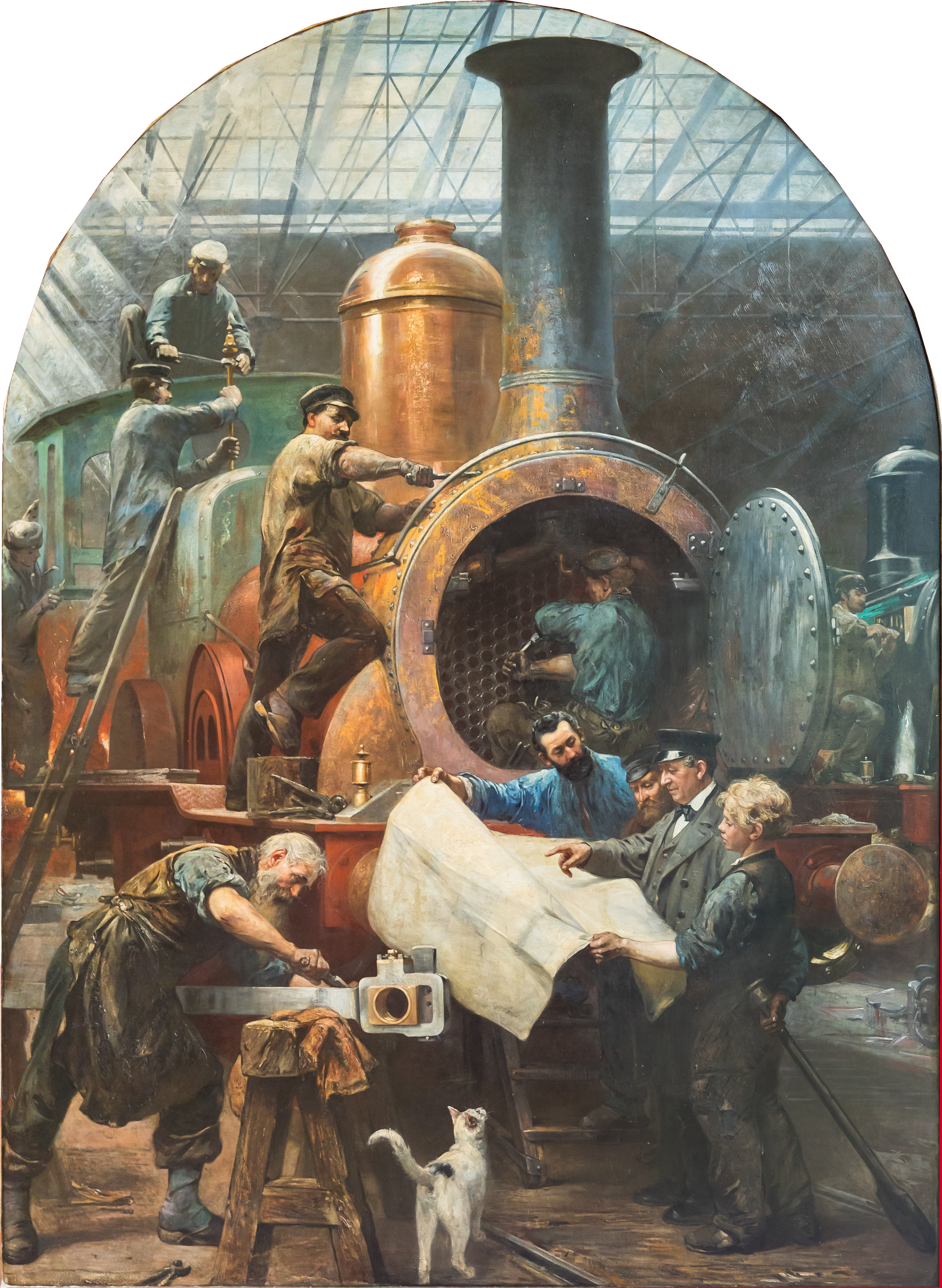
Пауль Фридрих Мейергейм. «Создание локомотива»
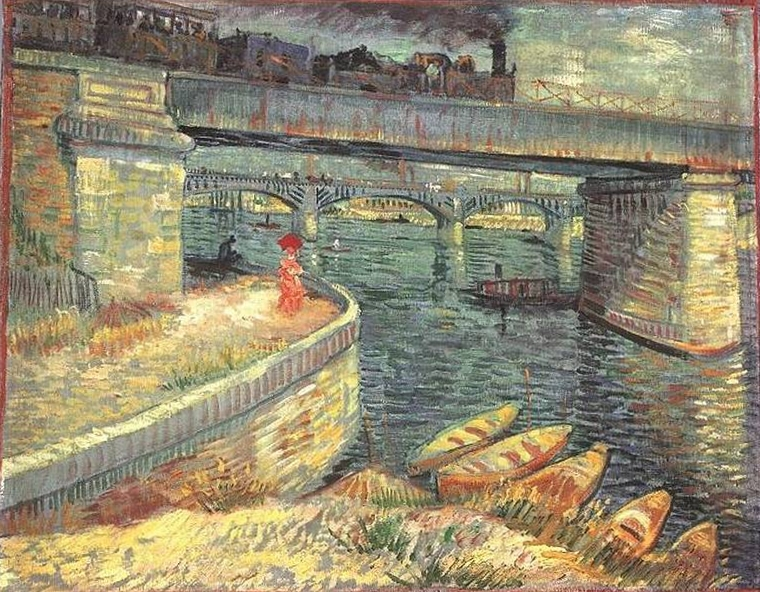
Винсент Ван Гог. «Вид моста в Аньер-сюр-Сен»
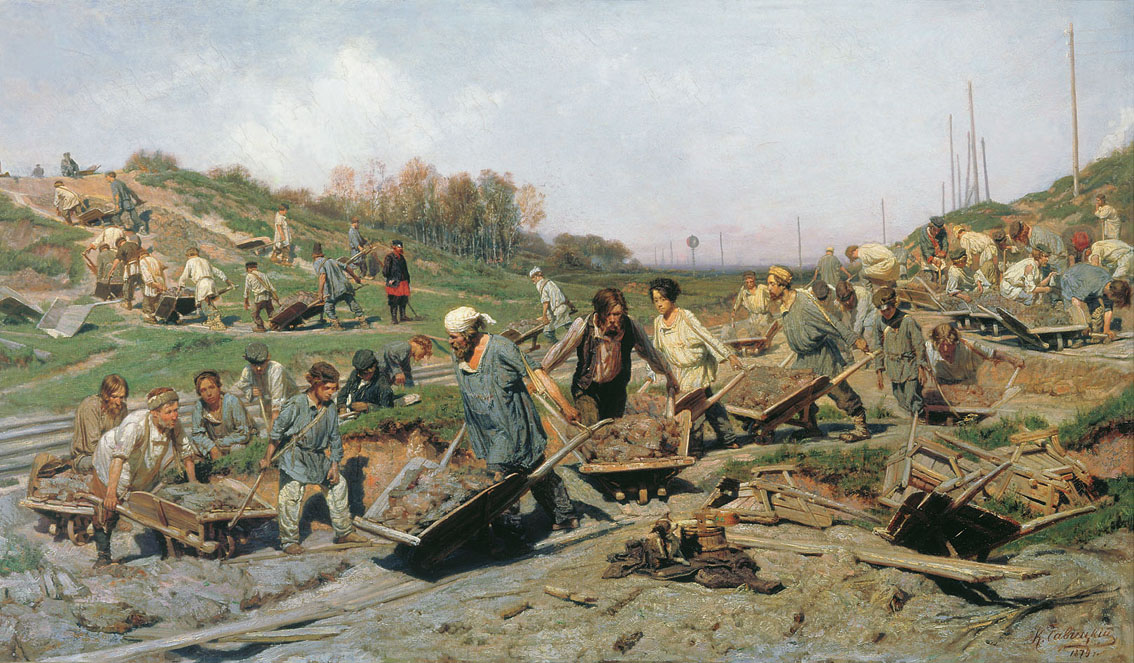
Константин Савицкий. «Ремонтные работы на железной дороге»
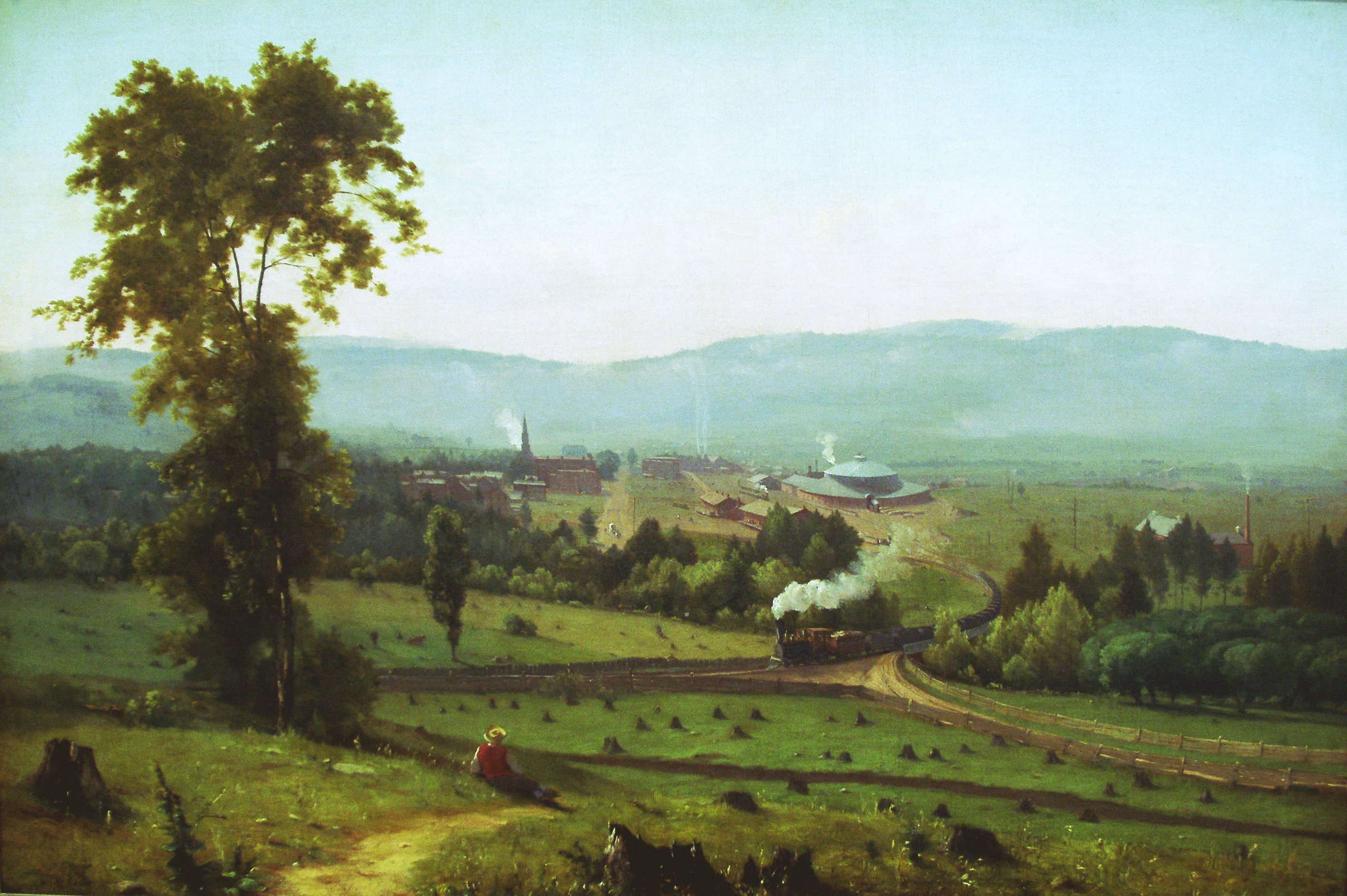
Джордж Иннесс. «Долина Лакванна»

Также железную дорогу писали Владимир Гаврилович Казанцев, Константин Аполлонович Савицкий.

### Кинематограф
Фильмов, в которых местом действия служит железная дорога, только мировым кинематографом сняты десятки.
Одним из первых и эффектных короткометражных фильмов братьев Люмьер стало «Прибытие поезда на вокзал Ла-Сьота» (1895).